# バレーボール第9回Vリーグ
バレーボール第9回Vリーグ（ばれーぼーるだい9かいぶいりーぐ）は、2002年12月6日から2003年3月16日にかけて行われたVリーグの大会である。

## 概要

### 日程
- 男子:2002年12月14日 - 2003年3月16日
- 女子:2002年12月6日 - 2003年3月9日

### 試合方法
3回戦総当たりのレギュラーラウンドを行う。通算成績の上位4チームが変則リーグ戦を戦い、上位2チームが優勝決定戦を行う。

### 変更点
- チームの休部・廃部があり[2]、男女ともに参加チームは各8チームとなった。
- これに伴い、レギュラーラウンドが前期の2Leg制から3Leg制に変更された。

## 男子

### 参加チーム
| 前回順位 | チーム名             | 備考        |
| -------- | -------------------- | ----------- |
| 1        | サントリーサンバーズ |             |
| 2        | 東レ・アローズ       |             |
| 3        | 堺ブレイザーズ       |             |
| 4        | NECブルーロケッツ    |             |
| 5        | JTサンダーズ         |             |
| 6        | 松下電器パンサーズ   |             |
| 8        | 旭化成スパーキッズ   |             |
| -        | 豊田合成トレフェルサ | V1リーグ1位 |

### 1Leg

#### 12月14日
| #101 | 2002年12月14日 13:05 |                                |                                       |                        |                                                        |
| #101 | 2002年12月14日 13:05 | サントリー・サンバーズ （1敗） | 1 - 3 (25-23) (17-25) (20-25) (21-25) | 東レ・アローズ （1勝） | 東京体育館 観客数: 3,500人 主審: 小柴滋 副審: 山田道人 |
| #101 | 2002年12月14日 13:05 |                                |                                       |                        | 東京体育館 観客数: 3,500人 主審: 小柴滋 副審: 山田道人 |

| #102 | 2002年12月14日 15:28 |                      |                                       |                           |                                                      |
| #102 | 2002年12月14日 15:28 | JTサンダーズ （1勝） | 3 - 1 (25-23) (25-17) (15-25) (25-17) | NECブルーロケッツ （1敗） | 東京体育館 観客数: 3,956人 主審: 酒出修 副審: 冨田満 |
| #102 | 2002年12月14日 15:28 |                      |                                       |                           | 東京体育館 観客数: 3,956人 主審: 酒出修 副審: 冨田満 |

| #103 | 2002年12月14日 14:00 |                                          |                               |                              |                                                                        |
| #103 | 2002年12月14日 14:00 | 松下電器パナソニック・パンサーズ （1勝） | 3 - 0 (25-21) (25-23) (25-21) | 豊田合成トレフェルサ （1敗） | 黒部市総合体育センター 観客数: 1,500人 主審: 利根川忠史 副審: 三見洋子 |
| #103 | 2002年12月14日 14:00 |                                          |                               |                              | 黒部市総合体育センター 観客数: 1,500人 主審: 利根川忠史 副審: 三見洋子 |

| #104 | 2002年12月14日 16:00 |                        |                                       |                            |                                                                        |
| #104 | 2002年12月14日 16:00 | 堺ブレイザーズ （1勝） | 3 - 1 (25-23) (22-25) (25-22) (25-16) | 旭化成スパーキッズ （1敗） | 黒部市総合体育センター 観客数: 1,500人 主審: 田野明彦 副審: 五十里勘司 |
| #104 | 2002年12月14日 16:00 |                        |                                       |                            | 黒部市総合体育センター 観客数: 1,500人 主審: 田野明彦 副審: 五十里勘司 |

#### 12月15日
| #105 | 2002年12月15日 13:00 |                                   |                               |                         |                                                      |
| #105 | 2002年12月15日 13:00 | サントリー・サンバーズ （1勝1敗） | 3 - 0 (25-19) (25-22) (25-21) | JTサンダーズ （1勝1敗） | 東京体育館 観客数: 3,600人 主審: 酒出修 副審: 冨田満 |
| #105 | 2002年12月15日 13:00 |                                   |                               |                         | 東京体育館 観客数: 3,600人 主審: 酒出修 副審: 冨田満 |

| #106 | 2002年12月15日 15:00 |                           |                                       |                        |                                                        |
| #106 | 2002年12月15日 15:00 | NECブルーロケッツ （2敗） | 1 - 3 (15-25) (22-25) (28-26) (21-25) | 東レ・アローズ （2勝） | 東京体育館 観客数: 4,110人 主審: 小柴滋 副審: 山田道人 |
| #106 | 2002年12月15日 15:00 |                           |                                       |                        | 東京体育館 観客数: 4,110人 主審: 小柴滋 副審: 山田道人 |

| #107 | 2002年12月15日 13:06 |                              |                               |                        |                                                                                |
| #107 | 2002年12月15日 13:06 | 豊田合成トレフェルサ （2敗） | 0 - 3 (23-25) (14-25) (22-25) | 堺ブレイザーズ （2勝） | 氷見市ふれあいスポーツセンター 観客数: 2,000人 主審: 田野明彦 副審: 五十里勘司 |
| #107 | 2002年12月15日 13:06 |                              |                               |                        | 氷見市ふれあいスポーツセンター 観客数: 2,000人 主審: 田野明彦 副審: 五十里勘司 |

| #108 | 2002年12月15日 15:00 |                            |                               |                                          |                                                                                |
| #108 | 2002年12月15日 15:00 | 旭化成スパーキッズ （2敗） | 0 - 3 (24-26) (16-25) (19-25) | 松下電器パナソニック・パンサーズ （2勝） | 氷見市ふれあいスポーツセンター 観客数: 2,100人 主審: 利根川忠史 副審: 三見洋子 |
| #108 | 2002年12月15日 15:00 |                            |                               |                                          | 氷見市ふれあいスポーツセンター 観客数: 2,100人 主審: 利根川忠史 副審: 三見洋子 |

#### 12月21日
| #109 | 2002年12月21日 14:00 |                        |                                       |                           |                                                              |
| #109 | 2002年12月21日 14:00 | 東レ・アローズ （3勝） | 3 - 1 (19-25) (25-23) (25-20) (25-21) | 堺ブレイザーズ （2勝1敗） | 大阪府立体育会館 観客数: 3,100人 主審: 田野明彦 副審: 江下毅 |
| #109 | 2002年12月21日 14:00 |                        |                                       |                           | 大阪府立体育会館 観客数: 3,100人 主審: 田野明彦 副審: 江下毅 |

| #110 | 2002年12月21日 16:23 |                                             |                                              |                         |                                                                |
| #110 | 2002年12月21日 16:23 | 松下電器パナソニック・パンサーズ （2勝1敗） | 2 - 3 (28-26) (26-24) (13-25) (27-29) (9-15) | JTサンダーズ （2勝1敗） | 大阪府立体育会館 観客数: 3,400人 主審: 代居正巳 副審: 大塚春夫 |
| #110 | 2002年12月21日 16:23 |                                             |                                              |                         | 大阪府立体育会館 観客数: 3,400人 主審: 代居正巳 副審: 大塚春夫 |

| #111 | 2002年12月21日 14:00 |                              |                               |                            |                                                              |
| #111 | 2002年12月21日 14:00 | NECブルーロケッツ （1勝2敗） | 3 - 0 (25-22) (25-18) (25-23) | 旭化成スパーキッズ （3敗） | 豊橋市総合体育館 観客数: 1,400人 主審: 廣田修二 副審: 舘健一 |
| #111 | 2002年12月21日 14:00 |                              |                               |                            | 豊橋市総合体育館 観客数: 1,400人 主審: 廣田修二 副審: 舘健一 |

| #112 | 2002年12月21日 16:00 |                                   |                                       |                              |                                                              |
| #112 | 2002年12月21日 16:00 | サントリー・サンバーズ （2勝1敗） | 3 - 1 (25-17) (25-23) (23-25) (25-20) | 豊田合成トレフェルサ （3敗） | 豊橋市総合体育館 観客数: 1,550人 主審: 塚本健 副審: 浅見靖人 |
| #112 | 2002年12月21日 16:00 |                                   |                                       |                              | 豊橋市総合体育館 観客数: 1,550人 主審: 塚本健 副審: 浅見靖人 |

#### 12月22日
| #113 | 2002年12月22日 13:00 |                           |                                               |                                             |                                                              |
| #113 | 2002年12月22日 13:00 | 東レ・アローズ （3勝1敗） | 2 - 3 (13-25) (25-18) (25-21) (24-26) (16-18) | 松下電器パナソニック・パンサーズ （3勝1敗） | 大阪府立体育会館 観客数: 3,400人 主審: 田野明彦 副審: 江下毅 |
| #113 | 2002年12月22日 13:00 |                           |                                               |                                             | 大阪府立体育会館 観客数: 3,400人 主審: 田野明彦 副審: 江下毅 |

| #114 | 2002年12月22日 15:37 |                           |                               |                       |                                                                |
| #114 | 2002年12月22日 15:37 | 堺ブレイザーズ （2勝2敗） | 0 - 3 (20-25) (19-25) (20-25) | JTサンダーズ （勝敗） | 大阪府立体育会館 観客数: 3,800人 主審: 代居正巳 副審: 大塚春夫 |
| #114 | 2002年12月22日 15:37 |                           |                               |                       | 大阪府立体育会館 観客数: 3,800人 主審: 代居正巳 副審: 大塚春夫 |

| #115 | 2002年12月22日 |                            |                                       |                                   |                                                          |
| #115 | 2002年12月22日 | 旭化成スパーキッズ （4敗） | 1 - 3 (25-16) (22-25) (26-28) (18-25) | サントリー・サンバーズ （3勝1敗） | 刈谷市体育館 観客数: 1,200人 主審: 廣田修二 副審: 大下孝 |
| #115 | 2002年12月22日 |                            |                                       |                                   | 刈谷市体育館 観客数: 1,200人 主審: 廣田修二 副審: 大下孝 |

| #116 | 2002年12月22日 15:15 |                              |                                               |                                 |                                                          |
| #116 | 2002年12月22日 15:15 | NECブルーロケッツ （1勝3敗） | 2 - 3 (25-20) (22-25) (18-25) (25-22) (12-15) | 豊田合成トレフェルサ （1勝3敗） | 刈谷市体育館 観客数: 1,550人 主審: 塚本健 副審: 浅見靖人 |
| #116 | 2002年12月22日 15:15 |                              |                                               |                                 | 刈谷市体育館 観客数: 1,550人 主審: 塚本健 副審: 浅見靖人 |

#### 1月11日
| #117 | 2003年1月11日 13:05 |                                   |                                               |                                             |                                                                |
| #117 | 2003年1月11日 13:05 | サントリー・サンバーズ （3勝2敗） | 2 - 3 (23-25) (27-25) (16-25) (25-19) (13-15) | 松下電器パナソニック・パンサーズ （4勝1敗） | 大阪府立体育会館 観客数: 2,100人 主審: 伊藤博之 副審: 大塚春夫 |
| #117 | 2003年1月11日 13:05 |                                   |                                               |                                             | 大阪府立体育会館 観客数: 2,100人 主審: 伊藤博之 副審: 大塚春夫 |

| #118 | 2003年1月11日 15:45 |                           |                                               |                              |                                                                |
| #118 | 2003年1月11日 15:45 | 堺ブレイザーズ （2勝3敗） | 2 - 3 (19-25) (25-18) (17-25) (25-23) (13-15) | NECブルーロケッツ （2勝3敗） | 大阪府立体育会館 観客数: 2,300人 主審: 石井洋壮 副審: 田野敏彦 |
| #118 | 2003年1月11日 15:45 |                           |                                               |                              | 大阪府立体育会館 観客数: 2,300人 主審: 石井洋壮 副審: 田野敏彦 |

| #119 | 2003年1月11日 14:02 |                         |                                       |                           |                                                                    |
| #119 | 2003年1月11日 14:02 | JTサンダーズ （4勝1敗） | 3 - 1 (21-25) (25-22) (28-26) (25-22) | 東レ・アローズ （3勝2敗） | 本部町民体育館（仮称） 観客数: 1,555人 主審: 小林朝実 副審: 塚本健 |
| #119 | 2003年1月11日 14:02 |                         |                                       |                           | 本部町民体育館（仮称） 観客数: 1,555人 主審: 小林朝実 副審: 塚本健 |

| #120 | 2003年1月11日 16:25 |                                 |                                       |                               |                                                                      |
| #120 | 2003年1月11日 16:25 | 豊田合成トレフェルサ （1勝4敗） | 1 - 3 (22-25) (19-25) (25-19) (21-25) | 旭化成スパーキッズ （1勝4敗） | 本部町民体育館（仮称） 観客数: 1,555人 主審: 代居正巳 副審: 城間敏生 |
| #120 | 2003年1月11日 16:25 |                                 |                                       |                               | 本部町民体育館（仮称） 観客数: 1,555人 主審: 代居正巳 副審: 城間敏生 |

#### 1月12日
| #121 | 2003年1月12日 13:05 |                                   |                               |                           |                                                                |
| #121 | 2003年1月12日 13:05 | サントリー・サンバーズ （3勝3敗） | 0 - 3 (23-25) (34-36) (18-25) | 堺ブレイザーズ （3勝3敗） | 大阪府立体育会館 観客数: 3,500人 主審: 伊藤博之 副審: 大塚春夫 |
| #121 | 2003年1月12日 13:05 |                                   |                               |                           | 大阪府立体育会館 観客数: 3,500人 主審: 伊藤博之 副審: 大塚春夫 |

| #122 | 2003年1月12日 15:12 |                              |                               |                                             |                                                                |
| #122 | 2003年1月12日 15:12 | necブルーロケッツ （3勝3敗） | 3 - 1 (25-27) (25-22) (25-20) | 松下電器パナソニック・パンサーズ （4勝2敗） | 大阪府立体育会館 観客数: 2,800人 主審: 田野敏彦 副審: 石井洋壮 |
| #122 | 2003年1月12日 15:12 |                              |                               |                                             | 大阪府立体育会館 観客数: 2,800人 主審: 田野敏彦 副審: 石井洋壮 |

| #123 | 2003年1月12日 13:00 |                               |                               |                           |                                                                |
| #123 | 2003年1月12日 13:00 | 旭化成スパーキッズ （1勝5敗） | 0 - 3 (25-27) (23-25) (19-25) | 東レ・アローズ （4勝2敗） | 具志川市総合体育館 観客数: 1,376人 主審: 塚本健 副審: 代居正巳 |
| #123 | 2003年1月12日 13:00 |                               |                               |                           | 具志川市総合体育館 観客数: 1,376人 主審: 塚本健 副審: 代居正巳 |

| #124 | 2003年1月12日 15:01 |                                 |                                       |                         |                                                                  |
| #124 | 2003年1月12日 15:01 | 豊田合成トレフェルサ （1勝5敗） | 1 - 3 (19-25) (26-28) (25-21) (19-25) | JTサンダーズ （5勝1敗） | 具志川市総合体育館 観客数: 1,550人 主審: 小林朝実 副審: 城間敏生 |
| #124 | 2003年1月12日 15:01 |                                 |                                       |                         | 具志川市総合体育館 観客数: 1,550人 主審: 小林朝実 副審: 城間敏生 |

#### 1月13日
| #125 | 2003年1月13日 13:00 |                                   |                                       |                              |                                                                |
| #125 | 2003年1月13日 13:00 | サントリー・サンバーズ （3勝4敗） | 1 - 3 (22-25) (23-25) (25-23) (18-25) | NECブルーロケッツ （4勝3敗） | 堺市金岡公園体育館 観客数: 2,200人 主審: 田野敏彦 副審: 江下毅 |
| #125 | 2003年1月13日 13:00 |                                   |                                       |                              | 堺市金岡公園体育館 観客数: 2,200人 主審: 田野敏彦 副審: 江下毅 |

| #126 | 2003年1月13日 15:30 |                           |                                               |                                             |                                                                    |
| #126 | 2003年1月13日 15:30 | 堺ブレイザーズ （3勝4敗） | 2 - 3 (17-25) (25-20) (25-21) (23-25) (13-15) | 松下電器パナソニック・パンサーズ （5勝2敗） | 堺市金岡公園体育館 観客数: 3,500人 主審: 石井洋壮 副審: 久保田麻友 |
| #126 | 2003年1月13日 15:30 |                           |                                               |                                             | 堺市金岡公園体育館 観客数: 3,500人 主審: 石井洋壮 副審: 久保田麻友 |

| #127 | 2003年1月13日 13:01 |                                 |                               |                         |                                                              |
| #127 | 2003年1月13日 13:01 | 豊田合成トレフェルサ （1勝6敗） | 0 - 3 (11-25) (15-25) (19-25) | 東レ・アローズ （勝敗） | 那覇市民体育館 観客数: 2,070人 主審: 代居正巳 副審: 城間敏生 |
| #127 | 2003年1月13日 13:01 |                                 |                               |                         | 那覇市民体育館 観客数: 2,070人 主審: 代居正巳 副審: 城間敏生 |

| #128 | 2003年1月13日 15:00 |                               |                               |                         |                                                            |
| #128 | 2003年1月13日 15:00 | 旭化成スパーキッズ （1勝6敗） | 0 - 3 (16-25) (17-25) (15-25) | JTサンダーズ （6勝1敗） | 那覇市民体育館 観客数: 2,277人 主審: 塚本健 副審: 小林朝実 |
| #128 | 2003年1月13日 15:00 |                               |                               |                         | 那覇市民体育館 観客数: 2,277人 主審: 塚本健 副審: 小林朝実 |

#### 1Legの結果
| 順位 | チーム名                         | 試合数 | 勝数 | 敗数 | 勝率  | 備考           |
| ---- | -------------------------------- | ------ | ---- | ---- | ----- | -------------- |
| 1    | JTサンダーズ                     | 7      | 6    | 1    | 0.857 |                |
| 2    | 東レ・アローズ                   | 7      | 5    | 2    | 0.714 | セット率 2.000 |
| 3    | 松下電器パナソニック・パンサーズ | 7      | 5    | 2    | 0.714 | セット率 1.500 |
| 4    | NECブルーロケッツ                | 7      | 5    | 2    | 0.714 | セット率 1.231 |
| 5    | 堺ブレイザーズ                   | 7      | 3    | 4    | 0.429 | セット率 1.077 |
| 6    | サントリーサンバーズ             | 7      | 3    | 4    | 0.429 | セット率 0.929 |
| 7    | 豊田合成トレフェルサ             | 7      | 1    | 6    | 0.143 | セット率 0.300 |
| 8    | 旭化成スパーキッズ               | 7      | 1    | 6    | 0.143 | セット率 0.263 |

### 2Leg

#### 1月18日
| #129 | 2003年1月18日 14:05 |                           |                                       |                              |                                                        |
| #129 | 2003年1月18日 14:05 | 東レ・アローズ （5勝3敗） | 1 - 3 (22-25) (25-16) (21-25) (22-25) | NECブルーロケッツ （5勝3敗） | 東京体育館 観客数: 3,353人 主審: 印藤智一 副審: 小柴滋 |
| #129 | 2003年1月18日 14:05 |                           |                                       |                              | 東京体育館 観客数: 3,353人 主審: 印藤智一 副審: 小柴滋 |

| #130 | 2003年1月18日 16:30 |                         |                               |                                             |                                                          |
| #130 | 2003年1月18日 16:30 | JTサンダーズ （6勝2敗） | 0 - 3 (29-31) (21-25) (28-30) | 松下電器パナソニック・パンサーズ （6勝2敗） | 東京体育館 観客数: 4,629人 主審: 小林朝実 副審: 中村智志 |
| #130 | 2003年1月18日 16:30 |                         |                               |                                             | 東京体育館 観客数: 4,629人 主審: 小林朝実 副審: 中村智志 |

| #131 | 2003年1月18日 14:00 |                                   |                                              |                           |                                                                                |
| #131 | 2003年1月18日 14:00 | サントリー・サンバーズ （4勝4敗） | 3 - 2 (25-23) (22-25) (30-28) (22-25) (15-9) | 堺ブレイザーズ （3勝5敗） | 青森県総合運動公園青森県民体育館 観客数: 3,500人 主審: 斎藤篤 副審: 阿部広太郎 |
| #131 | 2003年1月18日 14:00 |                                   |                                              |                           | 青森県総合運動公園青森県民体育館 観客数: 3,500人 主審: 斎藤篤 副審: 阿部広太郎 |

| #132 | 2003年1月18日 16:50 |                               |                               |                                 |                                                                                |
| #132 | 2003年1月18日 16:50 | 旭化成スパーキッズ （1勝7敗） | 0 - 3 (19-25) (22-25) (27-29) | 豊田合成トレフェルサ （2勝6敗） | 青森県総合運動公園青森県民体育館 観客数: 3,500人 主審: 山田道人 副審: 川浪泰浩 |
| #132 | 2003年1月18日 16:50 |                               |                               |                                 | 青森県総合運動公園青森県民体育館 観客数: 3,500人 主審: 山田道人 副審: 川浪泰浩 |

#### 1月19日
| #133 | 2003年1月19日 13:06 |                         |                               |                           |                                                        |
| #133 | 2003年1月19日 13:06 | JTサンダーズ （7勝2敗） | 3 - 0 (25-22) (25-23) (25-17) | 東レ・アローズ （5勝4敗） | 東京体育館 観客数: 4,000人 主審: 小柴滋 副審: 小林朝実 |
| #133 | 2003年1月19日 13:06 |                         |                               |                           | 東京体育館 観客数: 4,000人 主審: 小柴滋 副審: 小林朝実 |

| #134 | 2003年1月19日 15:02 |                              |                                               |                                             |                                                        |
| #134 | 2003年1月19日 15:02 | NECブルーロケッツ （6勝3敗） | 3 - 2 (21-25) (24-26) (25-23) (25-20) (15-11) | 松下電器パナソニック・パンサーズ （6勝3敗） | 東京体育館 観客数: 4,661人 主審: 印藤智一 副審: 森野晃 |
| #134 | 2003年1月19日 15:02 |                              |                                               |                                             | 東京体育館 観客数: 4,661人 主審: 印藤智一 副審: 森野晃 |

| #135 | 2003年1月19日 12:00 |                               |                               |                                   |                                                            |
| #135 | 2003年1月19日 12:00 | 旭化成スパーキッズ （1勝8敗） | 0 - 3 (22-25) (21-25) (18-25) | サントリー・サンバーズ （5勝4敗） | 青森県武道館 観客数: 3,303人 主審: 山田道人 副審: 春藤裕和 |
| #135 | 2003年1月19日 12:00 |                               |                               |                                   | 青森県武道館 観客数: 3,303人 主審: 山田道人 副審: 春藤裕和 |

| #136 | 2003年1月19日 14:00 |                           |                                               |                                 |                                                            |
| #136 | 2003年1月19日 14:00 | 堺ブレイザーズ （3勝6敗） | 2 - 3 (27-29) (25-15) (26-24) (24-26) (12-15) | 豊田合成トレフェルサ （3勝6敗） | 青森県武道館 観客数: 3,303人 主審: 斎藤篤 副審: 阿部広太郎 |
| #136 | 2003年1月19日 14:00 |                           |                                               |                                 | 青森県武道館 観客数: 3,303人 主審: 斎藤篤 副審: 阿部広太郎 |

#### 1月25日
| #137 | 2003年1月25日 14:03 |                               |                               |                                             |                                                              |
| #137 | 2003年1月25日 14:03 | 旭化成スパーキッズ （1勝9敗） | 1 - 3 (25-19) (22-25) (21-25) | 松下電器パナソニック・パンサーズ （7勝3敗） | 京都府立体育館 観客数: 1,500人 主審: 田野昭彦 副審: 小野将人 |
| #137 | 2003年1月25日 14:03 |                               |                               |                                             | 京都府立体育館 観客数: 1,500人 主審: 田野昭彦 副審: 小野将人 |

| #138 | 2003年1月25日 16:17 |                           |                                              |                           |                                                                |
| #138 | 2003年1月25日 16:17 | 東レ・アローズ （6勝4敗） | 3 - 2 (27-29) (21-25) (25-23) (32-30) (15-8) | 堺ブレイザーズ （3勝7敗） | 京都府立体育館 観客数: 1,750人 主審: 高橋憲太郎 副審: 山本和良 |
| #138 | 2003年1月25日 16:17 |                           |                                              |                           | 京都府立体育館 観客数: 1,750人 主審: 高橋憲太郎 副審: 山本和良 |

| #139 | 2003年1月25日 14:05 |                         |                                       |                                 |                                                                                          |
| #139 | 2003年1月25日 14:05 | JTサンダーズ （8勝2敗） | 3 - 1 (20-25) (25-23) (25-14) (25-18) | 豊田合成トレフェルサ （3勝7敗） | 広島県立総合体育館（広島グリーンアリーナ） 観客数: 3,500人 主審: 加治健男 副審: 大塚春夫 |
| #139 | 2003年1月25日 14:05 |                         |                                       |                                 | 広島県立総合体育館（広島グリーンアリーナ） 観客数: 3,500人 主審: 加治健男 副審: 大塚春夫 |

| #140 | 2003年1月25日 16:20 |                                   |                               |                              |                                                                                          |
| #140 | 2003年1月25日 16:20 | サントリー・サンバーズ （5勝5敗） | 1 - 3 (20-25) (25-23) (20-25) | NECブルーロケッツ （7勝3敗） | 広島県立総合体育館（広島グリーンアリーナ） 観客数: 3,500人 主審: 石井洋壮 副審: 冨田博一 |
| #140 | 2003年1月25日 16:20 |                                   |                               |                              | 広島県立総合体育館（広島グリーンアリーナ） 観客数: 3,500人 主審: 石井洋壮 副審: 冨田博一 |

#### 1月26日
| #141 | 2003年1月26日 13:02 |                                |                               |                           |                                                                |
| #141 | 2003年1月26日 13:02 | 旭化成スパーキッズ （1勝10敗） | 0 - 3 (19-25) (23-25) (19-25) | 東レ・アローズ （7勝4敗） | 京都府立体育館 観客数: 1,550人 主審: 高橋憲太郎 副審: 山本和良 |
| #141 | 2003年1月26日 13:02 |                                |                               |                           | 京都府立体育館 観客数: 1,550人 主審: 高橋憲太郎 副審: 山本和良 |

| #142 | 2003年1月26日 15:02 |                                             |                       |                           |                                                              |
| #142 | 2003年1月26日 15:02 | 松下電器パナソニック・パンサーズ （8勝3敗） | 3 - 0 (25-21) (25-22) | 堺ブレイザーズ （3勝8敗） | 京都府立体育館 観客数: 1,750人 主審: 田野昭彦 副審: 小野将人 |
| #142 | 2003年1月26日 15:02 |                                             |                       |                           | 京都府立体育館 観客数: 1,750人 主審: 田野昭彦 副審: 小野将人 |

| #143 | 2003年1月26日 13:00 |                         |                                       |                                   |                                                                                          |
| #143 | 2003年1月26日 13:00 | JTサンダーズ （9勝2敗） | 3 - 1 (25-23) (25-20) (23-25) (25-18) | サントリー・サンバーズ （5勝6敗） | 広島県立総合体育館（広島グリーンアリーナ） 観客数: 5,800人 主審: 加治健男 副審: 大塚春夫 |
| #143 | 2003年1月26日 13:00 |                         |                                       |                                   | 広島県立総合体育館（広島グリーンアリーナ） 観客数: 5,800人 主審: 加治健男 副審: 大塚春夫 |

| #144 | 2003年1月26日 15:20 |                                 |                                       |                              |                                                                                          |
| #144 | 2003年1月26日 15:20 | 豊田合成トレフェルサ （3勝8敗） | 1 - 3 (25-23) (18-25) (24-26) (20-25) | NECブルーロケッツ （8勝3敗） | 広島県立総合体育館（広島グリーンアリーナ） 観客数: 3,450人 主審: 石井洋壮 副審: 冨田博一 |
| #144 | 2003年1月26日 15:20 |                                 |                                       |                              | 広島県立総合体育館（広島グリーンアリーナ） 観客数: 3,450人 主審: 石井洋壮 副審: 冨田博一 |

#### 2月1日
| #145 | 2003年2月1日 14:00 |                                 |                               |                                   |                                                                |
| #145 | 2003年2月1日 14:00 | 豊田合成トレフェルサ （3勝9敗） | 0 - 3 (17-25) (18-25) (22-25) | サントリー・サンバーズ （6勝6敗） | 姫路市立中央体育館 観客数: 2,301人 主審: 田野敏彦 副審: 牧野徹 |
| #145 | 2003年2月1日 14:00 |                                 |                               |                                   | 姫路市立中央体育館 観客数: 2,301人 主審: 田野敏彦 副審: 牧野徹 |

| #146 | 2003年2月1日 16:00 |                           |                                               |                                             |                                                                  |
| #146 | 2003年2月1日 16:00 | 東レ・アローズ （7勝5敗） | 2 - 3 (32-30) (25-21) (23-25) (15-25) (11-15) | 松下電器パナソニック・パンサーズ （9勝3敗） | 姫路市立中央体育館 観客数: 2,301人 主審: 芦田光巨 副審: 森岡伸次 |
| #146 | 2003年2月1日 16:00 |                           |                                               |                                             | 姫路市立中央体育館 観客数: 2,301人 主審: 芦田光巨 副審: 森岡伸次 |

| #147 | 2003年2月1日 14:05 |                           |                               |                              |                                                            |
| #147 | 2003年2月1日 14:05 | 堺ブレイザーズ （3勝9敗） | 1 - 3 (23-25) (32-30) (17-25) | NECブルーロケッツ （9勝3敗） | 高知県民体育館 観客数: 2,300人 主審: 勝又正 副審: 大塚春夫 |
| #147 | 2003年2月1日 14:05 |                           |                               |                              | 高知県民体育館 観客数: 2,300人 主審: 勝又正 副審: 大塚春夫 |

| #148 | 2003年2月1日 16:46 |                          |                                       |                                |                                                              |
| #148 | 2003年2月1日 16:46 | JTサンダーズ （10勝2敗） | 3 - 1 (25-16) (23-25) (25-23) (25-17) | 旭化成スパーキッズ （1勝11敗） | 高知県民体育館 観客数: 2,300人 主審: 小林朝実 副審: 澤田典良 |
| #148 | 2003年2月1日 16:46 |                          |                                       |                                | 高知県民体育館 観客数: 2,300人 主審: 小林朝実 副審: 澤田典良 |

#### 2月2日
| #149 | 2003年2月2日 13:05 |                                              |                                       |                                  |                                                                                                |
| #149 | 2003年2月2日 13:05 | 松下電器パナソニック・パンサーズ （10勝3敗） | 3 - 1 (25-15) (22-25) (25-21) (25-20) | 豊田合成トレフェルサ （3勝10敗） | 神戸市総合運動公園体育館（グリーンアリーナ神戸） 観客数: 1,700人 主審: 芦田光巨 副審: 田中昌宏 |
| #149 | 2003年2月2日 13:05 |                                              |                                       |                                  | 神戸市総合運動公園体育館（グリーンアリーナ神戸） 観客数: 1,700人 主審: 芦田光巨 副審: 田中昌宏 |

| #150 | 2003年2月2日 15:15 |                                   |                                       |                           |                                                                                                |
| #150 | 2003年2月2日 15:15 | サントリー・サンバーズ （7勝6敗） | 3 - 1 (30-28) (29-27) (21-25) (25-22) | 東レ・アローズ （7勝6敗） | 神戸市総合運動公園体育館（グリーンアリーナ神戸） 観客数: 2,360人 主審: 田野敏彦 副審: 森岡伸次 |
| #150 | 2003年2月2日 15:15 |                                   |                                       |                           | 神戸市総合運動公園体育館（グリーンアリーナ神戸） 観客数: 2,360人 主審: 田野敏彦 副審: 森岡伸次 |

| #151 | 2003年2月2日 13:08 |                            |                                               |                          |                                                              |
| #151 | 2003年2月2日 13:08 | 堺ブレイザーズ （3勝10敗） | 2 - 3 (25-15) (25-20) (22-25) (20-25) (12-15) | JTサンダーズ （11勝2敗） | 高知県民体育館 観客数: 2,200人 主審: 小林朝実 副審: 大塚春夫 |
| #151 | 2003年2月2日 13:08 |                            |                                               |                          | 高知県民体育館 観客数: 2,200人 主審: 小林朝実 副審: 大塚春夫 |

| #152 | 2003年2月2日 15:45 |                                |                                               |                               |                                                              |
| #152 | 2003年2月2日 15:45 | 旭化成スパーキッズ （1勝12敗） | 2 - 3 (25-20) (24-26) (21-25) (25-22) (11-15) | NECブルーロケッツ （10勝3敗） | 高知県民体育館 観客数: 2,200人 主審: 勝又正 副審: 里見真理子 |
| #152 | 2003年2月2日 15:45 |                                |                                               |                               | 高知県民体育館 観客数: 2,200人 主審: 勝又正 副審: 里見真理子 |

#### 2月8日
| #153 | 2003年2月8日 14:05 |                                              |                                       |                                   |                                                                |
| #153 | 2003年2月8日 14:05 | 松下電器パナソニック・パンサーズ （11勝3敗） | 3 - 1 (25-18) (21-25) (25-22) (25-15) | サントリー・サンバーズ （7勝7敗） | 大阪市中央体育館 観客数: 3,500人 主審: 廣田修二 副審: 田野昭彦 |
| #153 | 2003年2月8日 14:05 |                                              |                                       |                                   | 大阪市中央体育館 観客数: 3,500人 主審: 廣田修二 副審: 田野昭彦 |

| #154 | 2003年2月8日 16:25 |                                  |                               |                            |                                                                |
| #154 | 2003年2月8日 16:25 | 豊田合成トレフェルサ （3勝11敗） | 0 - 3 (21-25) (22-25) (23-25) | 堺ブレイザーズ （4勝10敗） | 大阪市中央体育館 観客数: 3,500人 主審: 田野敏彦 副審: 大塚春夫 |
| #154 | 2003年2月8日 16:25 |                                  |                               |                            | 大阪市中央体育館 観客数: 3,500人 主審: 田野敏彦 副審: 大塚春夫 |

| #155 | 2003年2月8日 14:00 |                          |                                       |                           |                                                                  |
| #155 | 2003年2月8日 14:00 | JTサンダーズ （12勝2敗） | 3 - 1 (25-27) (25-22) (25-20) (25-17) | 東レ・アローズ （7勝7敗） | 相模原市立総合体育館 観客数: 1,200人 主審: 勝又正 副審: 田代英明 |
| #155 | 2003年2月8日 14:00 |                          |                                       |                           | 相模原市立総合体育館 観客数: 1,200人 主審: 勝又正 副審: 田代英明 |

| #156 | 2003年2月8日 16:20 |                               |                                       |                                |                                                                      |
| #156 | 2003年2月8日 16:20 | NECブルーロケッツ （10勝4敗） | 1 - 3 (34-36) (19-25) (25-22) (18-25) | 旭化成スパーキッズ （2勝12敗） | 相模原市立総合体育館 観客数: 1,750人 主審: 利根川忠史 副審: 土佐和樹 |
| #156 | 2003年2月8日 16:20 |                               |                                       |                                | 相模原市立総合体育館 観客数: 1,750人 主審: 利根川忠史 副審: 土佐和樹 |

#### 2Legの結果
| 順位 | チーム名                         | 試合数 | 勝数 | 敗数 | 勝率  | 備考 |
| ---- | -------------------------------- | ------ | ---- | ---- | ----- | ---- |
| 1    | NECブルーロケッツ                | 7      | 7    | 0    | 1.000 |      |
| 2    | 松下電器パナソニック・パンサーズ | 7      | 6    | 1    | 0.857 |      |
| 3    | JTサンダーズ                     | 7      | 5    | 2    | 0.714 |      |
| 4    | サントリーサンバーズ             | 7      | 4    | 3    | 0.571 |      |
| 5    | 東レ・アローズ                   | 7      | 3    | 4    | 0.429 |      |
| 6    | 豊田合成トレフェルサ             | 7      | 2    | 5    | 0.286 |      |
| 7    | 堺ブレイザーズ                   | 7      | 1    | 6    | 0.143 |      |
| 8    | 旭化成スパーキッズ               | 7      | 0    | 7    | 0.000 |      |

### 3Leg

#### 2月9日
| #157 | 2003年2月9日 13:05 |                            |                               |                                   |                                                                |
| #157 | 2003年2月9日 13:05 | 堺ブレイザーズ （4勝11敗） | 0 - 3 (20-25) (14-25) (17-25) | サントリー・サンバーズ （8勝7敗） | 大阪市中央体育館 観客数: 3,000人 主審: 廣田修二 副審: 田野敏彦 |
| #157 | 2003年2月9日 13:05 |                            |                               |                                   | 大阪市中央体育館 観客数: 3,000人 主審: 廣田修二 副審: 田野敏彦 |

| #158 | 2003年2月9日 15:00 |                                              |                               |                                  |                                                                |
| #158 | 2003年2月9日 15:00 | 松下電器パナソニック・パンサーズ （12勝3敗） | 3 - 0 (25-16) (26-24) (25-21) | 豊田合成トレフェルサ （3勝12敗） | 大阪市中央体育館 観客数: 2,800人 主審: 田野昭彦 副審: 大塚春夫 |
| #158 | 2003年2月9日 15:00 |                                              |                               |                                  | 大阪市中央体育館 観客数: 2,800人 主審: 田野昭彦 副審: 大塚春夫 |

| #159 | 2003年2月9日 13:00 |                                |                               |                           |                                                                            |
| #159 | 2003年2月9日 13:00 | 旭化成スパーキッズ （2勝13敗） | 0 - 3 (15-25) (18-25) (22-25) | 東レ・アローズ （8勝7敗） | 南足柄市体育センター総合体育館 観客数: 1,079人 主審: 勝又正 副審: 土佐和樹 |
| #159 | 2003年2月9日 13:00 |                                |                               |                           | 南足柄市体育センター総合体育館 観客数: 1,079人 主審: 勝又正 副審: 土佐和樹 |

| #160 | 2003年2月9日 15:00 |                               |                                               |                          |                                                                                |
| #160 | 2003年2月9日 15:00 | NECブルーロケッツ （11勝4敗） | 3 - 2 (25-21) (23-25) (22-25) (25-15) (15-13) | JTサンダーズ （12勝3敗） | 南足柄市体育センター総合体育館 観客数: 1,297人 主審: 利根川忠史 副審: 田代英明 |
| #160 | 2003年2月9日 15:00 |                               |                                               |                          | 南足柄市体育センター総合体育館 観客数: 1,297人 主審: 利根川忠史 副審: 田代英明 |

#### 2月15日
| #161 | 2003年2月15日 14:00 |                          |                                               |                                              |                                                                    |
| #161 | 2003年2月15日 14:00 | JTサンダーズ （13勝3敗） | 3 - 2 (22-25) (25-23) (20-25) (25-15) (15-11) | 松下電器パナソニック・パンサーズ （12勝4敗） | 草薙総合運動場体育館 観客数: 2,500人 主審: 廣田修二 副審: 加藤孝仁 |
| #161 | 2003年2月15日 14:00 |                          |                                               |                                              | 草薙総合運動場体育館 観客数: 2,500人 主審: 廣田修二 副審: 加藤孝仁 |

| #162 | 2003年2月15日 16:30 |                           |                       |                                  |                                                                  |
| #162 | 2003年2月15日 16:30 | 東レ・アローズ （9勝7敗） | 3 - 0 (25-15) (25-23) | 豊田合成トレフェルサ （3勝13敗） | 草薙総合運動場体育館 観客数: 2,500人 主審: 勝又正 副審: 佐藤拓男 |
| #162 | 2003年2月15日 16:30 |                           |                       |                                  | 草薙総合運動場体育館 観客数: 2,500人 主審: 勝又正 副審: 佐藤拓男 |

| #163 | 2003年2月15日 |                            |                               |                               |                                                                      |
| #163 | 2003年2月15日 | 堺ブレイザーズ （4勝12敗） | 1 - 3 (21-25) (25-22) (22-25) | NECブルーロケッツ （12勝4敗） | 水島緑地福田公園体育館 観客数: 1,863人 主審: 代居正巳 副審: 織本昌朗 |
| #163 | 2003年2月15日 |                            |                               |                               | 水島緑地福田公園体育館 観客数: 1,863人 主審: 代居正巳 副審: 織本昌朗 |

| #164 | 2003年2月15日 16:35 |                                   |                               |                                |                                                                      |
| #164 | 2003年2月15日 16:35 | サントリー・サンバーズ （9勝7敗） | 3 - 0 (25-20) (26-24) (25-22) | 旭化成スパーキッズ （2勝14敗） | 水島緑地福田公園体育館 観客数: 2,176人 主審: 石井洋壮 副審: 山本浩之 |
| #164 | 2003年2月15日 16:35 |                                   |                               |                                | 水島緑地福田公園体育館 観客数: 2,176人 主審: 石井洋壮 副審: 山本浩之 |

#### 2月16日
| #165 | 2003年2月16日 13:00 |                          |                               |                                  |                                                                                          |
| #165 | 2003年2月16日 13:00 | JTサンダーズ （14勝3敗） | 3 - 1 (31-33) (25-22) (25-18) | 豊田合成トレフェルサ （3勝14敗） | 小笠山運動公園静岡アリーナ（エコパアリーナ） 観客数: 3,500人 主審: 勝又正 副審: 加藤孝仁 |
| #165 | 2003年2月16日 13:00 |                          |                               |                                  | 小笠山運動公園静岡アリーナ（エコパアリーナ） 観客数: 3,500人 主審: 勝又正 副審: 加藤孝仁 |

| #166 | 2003年2月16日 15:30 |                                              |                               |                           |                                                                                            |
| #166 | 2003年2月16日 15:30 | 松下電器パナソニック・パンサーズ （13勝4敗） | 3 - 0 (25-13) (25-23) (25-18) | 東レ・アローズ （9勝8敗） | 小笠山運動公園静岡アリーナ（エコパアリーナ） 観客数: 3,600人 主審: 廣田修二 副審: 佐藤拓男 |
| #166 | 2003年2月16日 15:30 |                                              |                               |                           | 小笠山運動公園静岡アリーナ（エコパアリーナ） 観客数: 3,600人 主審: 廣田修二 副審: 佐藤拓男 |

| #167 | 2003年2月16日 13:00 |                                   |                       |                               |                                                            |
| #167 | 2003年2月16日 13:00 | サントリー・サンバーズ （9勝8敗） | 0 - 3 (23-25) (12-25) | NECブルーロケッツ （13勝4敗） | 岡山県体育館 観客数: 1,654人 主審: 代居正巳 副審: 織本昌朗 |
| #167 | 2003年2月16日 13:00 |                                   |                       |                               | 岡山県体育館 観客数: 1,654人 主審: 代居正巳 副審: 織本昌朗 |

| #168 | 2003年2月16日 15:02 |                                |                                       |                            |                                                            |
| #168 | 2003年2月16日 15:02 | 旭化成スパーキッズ （2勝15敗） | 1 - 3 (29-27) (15-25) (16-25) (21-25) | 堺ブレイザーズ （5勝12敗） | 岡山県体育館 観客数: 2,350人 主審: 石井洋壮 副審: 室貴由輝 |
| #168 | 2003年2月16日 15:02 |                                |                                       |                            | 岡山県体育館 観客数: 2,350人 主審: 石井洋壮 副審: 室貴由輝 |

#### 2月22日
| #169 | 2003年2月22日 14:07 |                               |                       |                          |                                                        |
| #169 | 2003年2月22日 14:07 | NECブルーロケッツ （14勝4敗） | 3 - 0 (25-22) (25-17) | JTサンダーズ （14勝4敗） | 東京体育館 観客数: 3,900人 主審: 小柴滋 副審: 小林朝実 |
| #169 | 2003年2月22日 14:07 |                               |                       |                          | 東京体育館 観客数: 3,900人 主審: 小柴滋 副審: 小林朝実 |

| #170 | 2003年2月22日 16:00 |                            |                               |                                |                                                        |
| #170 | 2003年2月22日 16:00 | 堺ブレイザーズ （6勝12敗） | 3 - 0 (25-19) (25-17) (25-22) | 旭化成スパーキッズ （2勝16敗） | 東京体育館 観客数: 4,196人 主審: 冨田満 副審: 田中昭彦 |
| #170 | 2003年2月22日 16:00 |                            |                               |                                | 東京体育館 観客数: 4,196人 主審: 冨田満 副審: 田中昭彦 |

| #171 | 2003年2月22日 |                                              |                                       |                                 |                                                                      |
| #171 | 2003年2月22日 | 松下電器パナソニック・パンサーズ （13勝5敗） | 1 - 3 (20-25) (27-29) (25-22) (20-25) | サントリー・サンバーズ （勝敗） | 越谷市立総合体育館 観客数: 2,546人 主審: 利根川忠史 副審: 小野沢一宏 |
| #171 | 2003年2月22日 |                                              |                                       |                                 | 越谷市立総合体育館 観客数: 2,546人 主審: 利根川忠史 副審: 小野沢一宏 |

| #172 | 2003年2月22日 15:20 |                            |                                       |                                  |                                                                  |
| #172 | 2003年2月22日 15:20 | 東レ・アローズ （10勝8敗） | 3 - 1 (25-15) (16-25) (25-19) (25-21) | 豊田合成トレフェルサ （3勝15敗） | 越谷市立総合体育館 観客数: 2,316人 主審: 大塚達也 副審: 小俣和範 |
| #172 | 2003年2月22日 15:20 |                            |                                       |                                  | 越谷市立総合体育館 観客数: 2,316人 主審: 大塚達也 副審: 小俣和範 |

#### 2月23日
| #173 | 2003年2月23日 13:05 |                          |                               |                                    |                                                        |
| #173 | 2003年2月23日 13:05 | JTサンダーズ （14勝5敗） | 0 - 3 (23-25) (24-26) (23-25) | サントリー・サンバーズ （11勝8敗） | 東京体育館 観客数: 4,500人 主審: 小林朝実 副審: 冨田満 |
| #173 | 2003年2月23日 13:05 |                          |                               |                                    | 東京体育館 観客数: 4,500人 主審: 小林朝実 副審: 冨田満 |

| #174 | 2003年2月23日 15:05 |                               |                                               |                                              |                                                        |
| #174 | 2003年2月23日 15:05 | NECブルーロケッツ （15勝4敗） | 3 - 2 (25-20) (26-24) (20-25) (17-25) (20-18) | 松下電器パナソニック・パンサーズ （13勝6敗） | 東京体育館 観客数: 4,696人 主審: 小柴滋 副審: 斉藤聖二 |
| #174 | 2003年2月23日 15:05 |                               |                                               |                                              | 東京体育館 観客数: 4,696人 主審: 小柴滋 副審: 斉藤聖二 |

| #175 | 2003年2月23日 13:00 |                                  |                                       |                                |                                                              |
| #175 | 2003年2月23日 13:00 | 豊田合成トレフェルサ （4勝15敗） | 3 - 1 (26-24) (23-25) (25-23) (27-25) | 旭化成スパーキッズ （2勝17敗） | 高崎市浜川体育館 観客数: 2,053人 主審: 大塚達也 副審: 藤原聡 |
| #175 | 2003年2月23日 13:00 |                                  |                                       |                                | 高崎市浜川体育館 観客数: 2,053人 主審: 大塚達也 副審: 藤原聡 |

| #176 | 2003年2月23日 15:30 |                            |                               |                            |                                                                  |
| #176 | 2003年2月23日 15:30 | 堺ブレイザーズ （6勝13敗） | 0 - 3 (16-25) (18-25) (11-25) | 東レ・アローズ （11勝8敗） | 高崎市浜川体育館 観客数: 2,053人 主審: 利根川忠史 副審: 堀越由高 |
| #176 | 2003年2月23日 15:30 |                            |                               |                            | 高崎市浜川体育館 観客数: 2,053人 主審: 利根川忠史 副審: 堀越由高 |

#### 3月1日
| #177 | 2003年3月1日 14:06 |                               |                               |                            |                                                              |
| #177 | 2003年3月1日 14:06 | NECブルーロケッツ （15勝5敗） | 0 - 3 (30-32) (22-25) (21-25) | 東レ・アローズ （12勝8敗） | 東海市民体育館 観客数: 2,170人 主審: 廣田修二 副審: 浅見靖人 |
| #177 | 2003年3月1日 14:06 |                               |                               |                            | 東海市民体育館 観客数: 2,170人 主審: 廣田修二 副審: 浅見靖人 |

| #178 | 2003年3月1日 16:15 |                                  |                               |                                    |                                                          |
| #178 | 2003年3月1日 16:15 | 豊田合成トレフェルサ （4勝16敗） | 0 - 3 (19-25) (22-25) (27-29) | サントリー・サンバーズ （12勝8敗） | 東海市民体育館 観客数: 2,450人 主審: 勝又正 副審: 舘健一 |
| #178 | 2003年3月1日 16:15 |                                  |                               |                                    | 東海市民体育館 観客数: 2,450人 主審: 勝又正 副審: 舘健一 |

| #179 | 2003年3月1日 14:00 |                            |                               |                                              |                                                                                          |
| #179 | 2003年3月1日 14:00 | 堺ブレイザーズ （7勝13敗） | 3 - 0 (25-23) (25-15) (25-19) | 松下電器パナソニック・パンサーズ （13勝7敗） | 福山市緑町公園屋内競技場（ローズアリーナ） 観客数: 1,800人 主審: 伊藤博之 副審: 富田博一 |
| #179 | 2003年3月1日 14:00 |                            |                               |                                              | 福山市緑町公園屋内競技場（ローズアリーナ） 観客数: 1,800人 主審: 伊藤博之 副審: 富田博一 |

| #180 | 2003年3月1日 16:00 |                          |                                               |                                |                                                                                            |
| #180 | 2003年3月1日 16:00 | JTサンダーズ （15勝5敗） | 3 - 2 (25-21) (25-19) (20-25) (17-25) (15-11) | 旭化成スパーキッズ （2勝18敗） | 福山市緑町公園屋内競技場（ローズアリーナ） 観客数: 2,500人 主審: 高橋憲太郎 副審: 藤沢秀樹 |
| #180 | 2003年3月1日 16:00 |                          |                                               |                                | 福山市緑町公園屋内競技場（ローズアリーナ） 観客数: 2,500人 主審: 高橋憲太郎 副審: 藤沢秀樹 |

#### 3月2日
| #181 | 2003年3月2日 13:00 |                                    |                                               |                            |                                                              |
| #181 | 2003年3月2日 13:00 | サントリー・サンバーズ （13勝8敗） | 3 - 2 (28-30) (29-27) (31-29) (12-25) (15-13) | 東レ・アローズ （12勝9敗） | 西尾市総合体育館 観客数: 2,620人 主審: 勝又正 副審: 浅見靖人 |
| #181 | 2003年3月2日 13:00 |                                    |                                               |                            | 西尾市総合体育館 観客数: 2,620人 主審: 勝又正 副審: 浅見靖人 |

| #182 | 2003年3月2日 15:50 |                               |                               |                                  |                                                              |
| #182 | 2003年3月2日 15:50 | NECブルーロケッツ （16勝5敗） | 3 - 0 (25-22) (25-23) (25-21) | 豊田合成トレフェルサ （4勝17敗） | 西尾市総合体育館 観客数: 2,070人 主審: 廣田修二 副審: 大下孝 |
| #182 | 2003年3月2日 15:50 |                               |                               |                                  | 西尾市総合体育館 観客数: 2,070人 主審: 廣田修二 副審: 大下孝 |

| #183 | 2003年3月2日 13:00 |                                              |                                               |                                |                                                                                          |
| #183 | 2003年3月2日 13:00 | 松下電器パナソニック・パンサーズ （13勝8敗） | 2 - 3 (26-28) (25-19) (25-17) (23-25) (13-15) | 旭化成スパーキッズ （3勝18敗） | 福山市緑町公園屋内競技場（ローズアリーナ） 観客数: 3,000人 主審: 石井洋壮 副審: 富田博一 |
| #183 | 2003年3月2日 13:00 |                                              |                                               |                                | 福山市緑町公園屋内競技場（ローズアリーナ） 観客数: 3,000人 主審: 石井洋壮 副審: 富田博一 |

| #184 | 2003年3月2日 15:35 |                          |                       |                            |                                                                                            |
| #184 | 2003年3月2日 15:35 | JTサンダーズ （15勝6敗） | 0 - 3 (23-25) (21-25) | 堺ブレイザーズ （8勝13敗） | 福山市緑町公園屋内競技場（ローズアリーナ） 観客数: 3,500人 主審: 高橋憲太郎 副審: 伊藤博之 |
| #184 | 2003年3月2日 15:35 |                          |                       |                            | 福山市緑町公園屋内競技場（ローズアリーナ） 観客数: 3,500人 主審: 高橋憲太郎 副審: 伊藤博之 |

#### 3Legの結果
| 順位 | チーム名                         | 試合数 | 勝数 | 敗数 | 勝率  | 備考           |
| ---- | -------------------------------- | ------ | ---- | ---- | ----- | -------------- |
| 1    | サントリーサンバーズ             | 7      | 6    | 1    | 0.857 |                |
| 2    | NECブルーロケッツ                | 7      | 5    | 2    | 0.714 |                |
| 3    | 東レ・アローズ                   | 7      | 4    | 3    | 0.571 | セット率 1.500 |
| 4    | 堺ブレイザーズ                   | 7      | 4    | 3    | 0.571 | セット率 1.444 |
| 5    | JTサンダーズ                     | 7      | 4    | 3    | 0.571 | セット率 0.800 |
| 6    | 松下電器パナソニック・パンサーズ | 7      | 2    | 5    | 0.286 | セット率 0.867 |
| 7    | 旭化成スパーキッズ               | 7      | 2    | 5    | 0.286 | セット率 0.500 |
| 8    | 豊田合成トレフェルサ             | 7      | 1    | 6    | 0.143 |                |

### レギュラーラウンドの結果
| 順位 | チーム名                         | 試合数 | 勝数 | 敗数 | 勝率  | 備考           |
| ---- | -------------------------------- | ------ | ---- | ---- | ----- | -------------- |
| 1    | NECブルーロケッツ                | 21     | 16   | 5    | 0.762 |                |
| 2    | JTサンダーズ                     | 21     | 15   | 6    | 0.714 |                |
| 3    | 松下電器パナソニック・パンサーズ | 21     | 13   | 8    | 0.619 | セット率 1.457 |
| 4    | サントリーサンバーズ             | 21     | 13   | 8    | 0.619 | セット率 1.438 |
| 5    | 東レ・アローズ                   | 21     | 12   | 9    | 0.571 |                |
| 6    | 堺ブレイザーズ                   | 21     | 8    | 13   | 0.381 |                |
| 7    | 豊田合成トレフェルサ             | 21     | 4    | 17   | 0.190 |                |
| 8    | 旭化成スパーキッズ               | 21     | 3    | 18   | 0.143 |                |

### ファイナルラウンド

#### 3月14日
| #185 | 2003年3月14日 16:02 |                                             |                               |                                                  |                                                                               |
| #185 | 2003年3月14日 16:02 | NECブルーロケッツ （レギュラーラウンド1位） | 0 - 3 (16-25) (21-25) (22-25) | サントリー・サンバーズ （レギュラーラウンド4位） | 国立代々木競技場第1体育館 観客数: 3,500人 主審: 印藤智一 副審: HWANG Jong Lae |
| #185 | 2003年3月14日 16:02 |                                             |                               |                                                  | 国立代々木競技場第1体育館 観客数: 3,500人 主審: 印藤智一 副審: HWANG Jong Lae |

| #186 | 2003年3月14日 18:00 |                                        |                               |                                                            |                                                                         |
| #186 | 2003年3月14日 18:00 | JTサンダーズ （レギュラーラウンド2位） | 3 - 0 (25-22) (25-16) (25-21) | 松下電器パナソニック・パンサーズ （レギュラーラウンド3位） | 国立代々木競技場第1体育館 観客数: 3,504人 主審: 小林朝実 副審: 山田道人 |
| #186 | 2003年3月14日 18:00 |                                        |                               |                                                            | 国立代々木競技場第1体育館 観客数: 3,504人 主審: 小林朝実 副審: 山田道人 |

#### 3月15日
| #187 | 2003年3月15日 |                                             |                               |                                                            |                                                                                 |
| #187 | 2003年3月15日 | NECブルーロケッツ （レギュラーラウンド1位） | 3 - 0 (25-23) (25-19) (25-15) | 松下電器パナソニック・パンサーズ （レギュラーラウンド3位） | 国立代々木競技場第1体育館 観客数: 4,500人 主審: 利根川忠史 副審: HWANG Jong Lae |
| #187 | 2003年3月15日 |                                             |                               |                                                            | 国立代々木競技場第1体育館 観客数: 4,500人 主審: 利根川忠史 副審: HWANG Jong Lae |

| #188 | 2003年3月15日 |                                        |                                       |                                                  |                                                                       |
| #188 | 2003年3月15日 | JTサンダーズ （レギュラーラウンド2位） | 1 - 3 (19-25) (25-23) (17-25) (21-25) | サントリー・サンバーズ （レギュラーラウンド4位） | 国立代々木競技場第1体育館 観客数: 5,921人 主審: 小柴滋 副審: 印藤智一 |
| #188 | 2003年3月15日 |                                        |                                       |                                                  | 国立代々木競技場第1体育館 観客数: 5,921人 主審: 小柴滋 副審: 印藤智一 |

#### 3月16日
3位決定戦
| #189 | 2003年3月16日 11:30 |                                             |                               |                                                            |                                                                               |
| #189 | 2003年3月16日 11:30 | NECブルーロケッツ （レギュラーラウンド1位） | 0 - 3 (23-25) (22-25) (23-25) | 松下電器パナソニック・パンサーズ （レギュラーラウンド3位） | 国立代々木競技場第1体育館 観客数: 6,000人 主審: HWANG Jong Lae 副審: 小林朝実 |
| #189 | 2003年3月16日 11:30 |                                             |                               |                                                            | 国立代々木競技場第1体育館 観客数: 6,000人 主審: HWANG Jong Lae 副審: 小林朝実 |

決勝
| #190 | 2003年3月15日 14:00 |                                        |                               |                                                  |                                                                           |
| #190 | 2003年3月15日 14:00 | JTサンダーズ （レギュラーラウンド2位） | 1 - 3 (21-25) (25-22) (18-25) | サントリー・サンバーズ （レギュラーラウンド4位） | 国立代々木競技場第1体育館 観客数: 8,046人 主審: 利根川忠史 副審: 印藤智一 |
| #190 | 2003年3月15日 14:00 |                                        |                               |                                                  | 国立代々木競技場第1体育館 観客数: 8,046人 主審: 利根川忠史 副審: 印藤智一 |

### 最終順位
| 順位   | チーム名             | 備考        |
| ------ | -------------------- | ----------- |
| 優勝   | サントリーサンバーズ | 4年連続優勝 |
| 準優勝 | JTサンダーズ         |             |
| 3      | 松下電器パンサーズ   |             |
| 4      | NECブルーロケッツ    |             |
| 5      | 東レ・アローズ       |             |
| 6      | 堺ブレイザーズ       |             |
| 7      | 豊田合成トレフェルサ |             |
| 8      | 旭化成スパーキッズ   |             |

### 個人賞
| No. | 賞名             | 受賞者                   | 所属チーム           | 備考                |
| --- | ---------------- | ------------------------ | -------------------- | ------------------- |
| 1   | 優勝監督賞       | 鳥羽賢二                 | サントリーサンバーズ |                     |
| 2   | 最高殊勲選手賞   | ジルソン・ベルナルド     | サントリーサンバーズ |                     |
| 3   | 敢闘賞           | イリア・サベリエフ       | JTサンダーズ         |                     |
| 4   | 最優秀新人賞     | 越谷章                   | 東レ・アローズ       |                     |
| 5   | ベスト6          | ジルソン・ベルナルド     | サントリーサンバーズ |                     |
| 5   | ベスト6          | 齋藤信治                 | 東レ・アローズ       |                     |
| 5   | ベスト6          | 眞鍋政義                 | 松下電器パンサーズ   |                     |
| 5   | ベスト6          | アンデルソン・ロドリゲス | NECブルーロケッツ    |                     |
| 5   | ベスト6          | 尾上健司                 | JTサンダーズ         |                     |
| 5   | ベスト6          | イリア・サベリエフ       | JTサンダーズ         |                     |
| 6   | ベストリベロ賞   | 山本健之                 | JTサンダーズ         |                     |
| 7   | レシーブ賞       | 青山繁                   | 東レ・アローズ       |                     |
| 8   | 得点王           | ジルソン・ベルナルド     | サントリーサンバーズ | 総得点=634点        |
| 9   | スパイク賞       | 齋藤信治                 | 東レ・アローズ       | 決定率=60.7%        |
| 10  | ブロック賞       | 尾上健司                 | JTサンダーズ         | 決定本数=0.97本/set |
| 11  | サーブ賞         | ジルソン・ベルナルド     | サントリーサンバーズ | 効果率=23.9%        |
| 12  | サーブレシーブ賞 | 青山繁                   | 東レ・アローズ       | 成功率=77.0%        |

### Vリーグ出場決定戦（入替戦）

#### 3月15日
| #191 | 2003年3月15日 |                                   |                               |                          |                |
| #191 | 2003年3月15日 | 旭化成スパーキッズ （Vリーグ8位） | 3 - 0 (25-16) (25-22) (25-23) | 東京ガス （V1リーグ1位） | 上尾市民体育館 |
| #191 | 2003年3月15日 |                                   |                               |                          | 上尾市民体育館 |

| #192 | 2003年3月15日 |                                     |                               |                                |                |
| #192 | 2003年3月15日 | 豊田合成トレフェルサ （Vリーグ7位） | 3 - 0 (25-14) (25-11) (25-12) | 東京ヴェルディ （V1リーグ2位） | 上尾市民体育館 |
| #192 | 2003年3月15日 |                                     |                               |                                | 上尾市民体育館 |

#### 3月16日
| #193 | 2003年3月16日 |                                   |                                       |                          |                |
| #193 | 2003年3月16日 | 旭化成スパーキッズ （Vリーグ8位） | 3 - 1 (25-18) (19-25) (25-11) (31-29) | 東京ガス （V1リーグ1位） | 上尾市民体育館 |
| #193 | 2003年3月16日 |                                   |                                       |                          | 上尾市民体育館 |

| #194 | 2003年3月16日 |                                     |                               |                                |                |
| #194 | 2003年3月16日 | 豊田合成トレフェルサ （Vリーグ7位） | 3 - 0 (25-16) (25-14) (25-22) | 東京ヴェルディ （V1リーグ2位） | 上尾市民体育館 |
| #194 | 2003年3月16日 |                                     |                               |                                | 上尾市民体育館 |

この結果、豊田合成と旭化成が次期Vリーグの残留を決めた。

## 女子

### 参加チーム
| 前回順位 | チーム名                   | 備考                                                                |
| -------- | -------------------------- | ------------------------------------------------------------------- |
| 1        | 久光製薬スプリングス       | 久光製薬スプリングアタッカーズと 久光製薬スプリングス（鳥栖）が合併 |
| 2        | NECレッドロケッツ          |                                                                     |
| 3        | パイオニアレッドウィングス |                                                                     |
| 4        | 東レ・アローズ             |                                                                     |
| 5        | シーガルズ                 |                                                                     |
| 7        | 武富士バンブー             |                                                                     |
| 8        | デンソー・エアリービーズ   |                                                                     |
| -        | 日立佐和リヴァーレ         | V1リーグ1位                                                         |

### 1Leg

#### 12月6日
| #501 | 2002年12月6日 16:00 |                        |                                       |                              |                                                              |
| #501 | 2002年12月6日 16:00 | 武富士バンブー （1敗） | 1 - 3 (17-25) (25-18) (20-25) (17-25) | 久光製薬スプリングス （1勝） | 大阪府立体育会館 観客数: 500人 主審: 伊藤博之 副審: 田野昭彦 |
| #501 | 2002年12月6日 16:00 |                        |                                       |                              | 大阪府立体育会館 観客数: 500人 主審: 伊藤博之 副審: 田野昭彦 |

| #502 | 2002年12月6日 18:11 |                        |                               |                            |                                                              |
| #502 | 2002年12月6日 18:11 | 東レ・アローズ （1勝） | 3 - 0 (25-19) (25-17) (25-14) | 日立佐和リヴァーレ （1敗） | 大阪府立体育会館 観客数: 450人 主審: 田野敏彦 副審: 三見洋子 |
| #502 | 2002年12月6日 18:11 |                        |                               |                            | 大阪府立体育会館 観客数: 450人 主審: 田野敏彦 副審: 三見洋子 |

#### 12月7日
| #503 | 2002年12月7日 14:05 |                           |                                       |                              |                                                                |
| #503 | 2002年12月7日 14:05 | 東レ・アローズ （1勝1敗） | 1 - 3 (21-25) (25-16) (23-25) (18-25) | 久光製薬スプリングス （2勝） | 大阪府立体育会館 観客数: 1,100人 主審: 田野昭彦 副審: 田野敏彦 |
| #503 | 2002年12月7日 14:05 |                           |                                       |                              | 大阪府立体育会館 観客数: 1,100人 主審: 田野昭彦 副審: 田野敏彦 |

| #504 | 2002年12月7日 16:20 |                            |                               |                           |                                                              |
| #504 | 2002年12月7日 16:20 | 日立佐和リヴァーレ （2敗） | 1 - 3 (25-19) (14-25) (16-25) | 武富士バンブー （1勝1敗） | 大阪府立体育会館 観客数: 900人 主審: 三見洋子 副審: 伊藤博之 |
| #504 | 2002年12月7日 16:20 |                            |                               |                           | 大阪府立体育会館 観客数: 900人 主審: 三見洋子 副審: 伊藤博之 |

| #505 | 2002年12月7日 13:03 |                                    |                               |                           |                                                                            |
| #505 | 2002年12月7日 13:03 | パイオニアレッドウィングス （1敗） | 1 - 3 (17-25) (28-26) (20-25) | NECレッドロケッツ （1勝） | 山形市総合スポーツセンター 観客数: 2,950人 主審: 佐々木克之 副審: 村上成司 |
| #505 | 2002年12月7日 13:03 |                                    |                               |                           | 山形市総合スポーツセンター 観客数: 2,950人 主審: 佐々木克之 副審: 村上成司 |

| #506 | 2002年12月7日 15:20 |                    |                                       |                                  |                                                                        |
| #506 | 2002年12月7日 15:20 | シーガルズ （1敗） | 1 - 3 (25-16) (21-25) (22-25) (21-25) | デンソー・エアリービーズ （1勝） | 山形市総合スポーツセンター 観客数: 950人 主審: 斎藤篤 副審: 阿部広太郎 |
| #506 | 2002年12月7日 15:20 |                    |                                       |                                  | 山形市総合スポーツセンター 観客数: 950人 主審: 斎藤篤 副審: 阿部広太郎 |

#### 12月8日
| #507 | 2002年12月8日 13:00 |                           |                                               |                           |                                                              |
| #507 | 2002年12月8日 13:00 | 武富士バンブー （1勝2敗） | 2 - 3 (14-25) (29-27) (23-25) (25-11) (12-15) | 東レ・アローズ （2勝1敗） | 大阪府立体育会館 観客数: 950人 主審: 伊藤博之 副審: 三見洋子 |
| #507 | 2002年12月8日 13:00 |                           |                                               |                           | 大阪府立体育会館 観客数: 950人 主審: 伊藤博之 副審: 三見洋子 |

| #508 | 2002年12月8日 15:30 |                            |                                       |                              |                                                              |
| #508 | 2002年12月8日 15:30 | 日立佐和リヴァーレ （3敗） | 1 - 3 (23-25) (25-23) (14-25) (12-25) | 久光製薬スプリングス （3勝） | 大阪府立体育会館 観客数: 800人 主審: 田野昭彦 副審: 田野敏彦 |
| #508 | 2002年12月8日 15:30 |                            |                                       |                              | 大阪府立体育会館 観客数: 800人 主審: 田野昭彦 副審: 田野敏彦 |

| #509 | 2002年12月8日 13:00 |                                     |                                       |                           |                                                                          |
| #509 | 2002年12月8日 13:00 | デンソー・エアリービーズ （1勝1敗） | 1 - 3 (21-25) (20-25) (25-16) (21-25) | NECレッドロケッツ （2勝） | 山形市総合スポーツセンター 観客数: 1,050人 主審: 斎藤篤 副審: 阿部広太郎 |
| #509 | 2002年12月8日 13:00 |                                     |                                       |                           | 山形市総合スポーツセンター 観客数: 1,050人 主審: 斎藤篤 副審: 阿部広太郎 |

| #510 | 2002年12月8日 15:11 |                                    |                               |                       |                                                                            |
| #510 | 2002年12月8日 15:11 | パイオニアレッドウィングス （2敗） | 0 - 3 (18-25) (23-25) (17-25) | シーガルズ （1勝1敗） | 山形市総合スポーツセンター 観客数: 2,180人 主審: 村上成司 副審: 佐々木克之 |
| #510 | 2002年12月8日 15:11 |                                    |                               |                       | 山形市総合スポーツセンター 観客数: 2,180人 主審: 村上成司 副審: 佐々木克之 |

#### 12月12日
| #511 | 2002年12月12日 16:00 |                                     |                                               |                                    |                                                      |
| #511 | 2002年12月12日 16:00 | デンソー・エアリービーズ （2勝1敗） | 3 - 2 (20-25) (21-25) (29-27) (25-20) (15-11) | パイオニアレッドウィングス （3敗） | 東京体育館 観客数: 900人 主審: 冨田満 副審: 山田道人 |
| #511 | 2002年12月12日 16:00 |                                     |                                               |                                    | 東京体育館 観客数: 900人 主審: 冨田満 副審: 山田道人 |

| #512 | 2002年12月12日 18:41 |                       |                       |                           |                                                          |
| #512 | 2002年12月12日 18:41 | シーガルズ （1勝2敗） | 0 - 3 (22-25) (13-25) | NECレッドロケッツ （3勝） | 東京体育館 観客数: 1,462人 主審: 小林朝実 副審: 田野昭彦 |
| #512 | 2002年12月12日 18:41 |                       |                       |                           | 東京体育館 観客数: 1,462人 主審: 小林朝実 副審: 田野昭彦 |

#### 12月14日
| #513 | 2002年12月14日 14:00 |                           |                                       |                                     |                                                                |
| #513 | 2002年12月14日 14:00 | 東レ・アローズ （3勝1敗） | 3 - 1 (21-25) (25-16) (25-15) (28-26) | デンソー・エアリービーズ （2勝2敗） | 滋賀県立体育館 観客数: 1,750人 主審: 高橋憲太郎 副審: 大依孝至 |
| #513 | 2002年12月14日 14:00 |                           |                                       |                                     | 滋賀県立体育館 観客数: 1,750人 主審: 高橋憲太郎 副審: 大依孝至 |

| #514 | 2002年12月14日 16:10 |                       |                                       |                                 |                                                              |
| #514 | 2002年12月14日 16:10 | シーガルズ （2勝2敗） | 3 - 1 (25-20) (20-25) (26-24) (25-15) | 久光製薬スプリングス （3勝1敗） | 滋賀県立体育館 観客数: 1,750人 主審: 石井洋壮 副審: 大塚春夫 |
| #514 | 2002年12月14日 16:10 |                       |                                       |                                 | 滋賀県立体育館 観客数: 1,750人 主審: 石井洋壮 副審: 大塚春夫 |

| #515 | 2002年12月14日 14:00 |                           |                               |                           |                                                                      |
| #515 | 2002年12月14日 14:00 | NECレッドロケッツ （4勝） | 3 - 0 (25-22) (28-26) (25-21) | 武富士バンブー （1勝3敗） | 鶴岡市小真木原総合体育館 観客数: 1,470人 主審: 村上成司 副審: 斎藤篤 |
| #515 | 2002年12月14日 14:00 |                           |                               |                           | 鶴岡市小真木原総合体育館 観客数: 1,470人 主審: 村上成司 副審: 斎藤篤 |

| #516 | 2002年12月14日 16:01 |                                       |                                       |                            |                                                                        |
| #516 | 2002年12月14日 16:01 | パイオニアレッドウィングス （1勝3敗） | 3 - 1 (25-20) (22-25) (25-19) (25-23) | 日立佐和リヴァーレ （4敗） | 鶴岡市小真木原総合体育館 観客数: 1,641人 主審: 佐々木克之 副審: 高橋智 |
| #516 | 2002年12月14日 16:01 |                                       |                                       |                            | 鶴岡市小真木原総合体育館 観客数: 1,641人 主審: 佐々木克之 副審: 高橋智 |

#### 12月15日
| #517 | 2002年12月15日 13:00 |                           |                               |                       |                                                                |
| #517 | 2002年12月15日 13:00 | 東レ・アローズ （4勝1敗） | 3 - 0 (28-26) (25-15) (25-17) | シーガルズ （2勝3敗） | 滋賀県立体育館 観客数: 1,880人 主審: 高橋憲太郎 副審: 大塚春夫 |
| #517 | 2002年12月15日 13:00 |                           |                               |                       | 滋賀県立体育館 観客数: 1,880人 主審: 高橋憲太郎 副審: 大塚春夫 |

| #518 | 2002年12月15日 15:00 |                                 |                                       |                                     |                                                              |
| #518 | 2002年12月15日 15:00 | 久光製薬スプリングス （4勝1敗） | 3 - 1 (19-25) (25-23) (25-21) (25-14) | デンソー・エアリービーズ （2勝3敗） | 滋賀県立体育館 観客数: 1,780人 主審: 石井洋壮 副審: 大依孝至 |
| #518 | 2002年12月15日 15:00 |                                 |                                       |                                     | 滋賀県立体育館 観客数: 1,780人 主審: 石井洋壮 副審: 大依孝至 |

| #519 | 2002年12月15日 13:00 |                           |                                       |                            |                                                                |
| #519 | 2002年12月15日 13:00 | NECレッドロケッツ （5勝） | 3 - 1 (22-25) (25-16) (25-21) (25-23) | 日立佐和リヴァーレ （5敗） | 酒田市国体記念体育館 観客数: 1,600人 主審: 斎藤篤 副審: 高橋智 |
| #519 | 2002年12月15日 13:00 |                           |                                       |                            | 酒田市国体記念体育館 観客数: 1,600人 主審: 斎藤篤 副審: 高橋智 |

| #520 | 2002年12月15日 15:10 |                           |                               |                                       |                                                                      |
| #520 | 2002年12月15日 15:10 | 武富士バンブー （2勝3敗） | 3 - 1 (30-32) (31-29) (25-18) | パイオニアレッドウィングス （1勝4敗） | 酒田市国体記念体育館 観客数: 1,800人 主審: 佐々木克之 副審: 村上成司 |
| #520 | 2002年12月15日 15:10 |                           |                               |                                       | 酒田市国体記念体育館 観客数: 1,800人 主審: 佐々木克之 副審: 村上成司 |

#### 12月21日
| #521 | 2002年12月21日 14:05 |                           |                                       |                                 |                                                                                        |
| #521 | 2002年12月21日 14:05 | NECレッドロケッツ （6勝） | 3 - 1 (27-29) (25-17) (25-23) (25-22) | 久光製薬スプリングス （4勝2敗） | 北海道立総合体育センター（北海きたえーる） 観客数: 2,251人 主審: 酒出修 副審: 濱中昌志 |
| #521 | 2002年12月21日 14:05 |                           |                                       |                                 | 北海道立総合体育センター（北海きたえーる） 観客数: 2,251人 主審: 酒出修 副審: 濱中昌志 |

| #522 | 2002年12月21日 16:30 |                           |                                               |                                       |                                                                                          |
| #522 | 2002年12月21日 16:30 | 東レ・アローズ （4勝2敗） | 2 - 3 (22-25) (25-19) (14-25) (27-25) (10-15) | パイオニアレッドウィングス （2勝4敗） | 北海道立総合体育センター（北海きたえーる） 観客数: 2,385人 主審: 印藤智一 副審: 丸山道博 |
| #522 | 2002年12月21日 16:30 |                           |                                               |                                       | 北海道立総合体育センター（北海きたえーる） 観客数: 2,385人 主審: 印藤智一 副審: 丸山道博 |

| #523 | 2002年12月21日 14:00 |                            |                       |                                     |                                                                    |
| #523 | 2002年12月21日 14:00 | 日立佐和リヴァーレ （6敗） | 0 - 3 (22-25) (21-25) | デンソー・エアリービーズ （3勝3敗） | 水島緑地福田公園体育館 観客数: 870人 主審: 田野敏彦 副審: 織本昌朗 |
| #523 | 2002年12月21日 14:00 |                            |                       |                                     | 水島緑地福田公園体育館 観客数: 870人 主審: 田野敏彦 副審: 織本昌朗 |

| #524 | 2002年12月21日 16:00 |                           |                                       |                       |                                                                    |
| #524 | 2002年12月21日 16:00 | 武富士バンブー （2勝4敗） | 1 - 3 (19-25) (25-18) (25-27) (23-25) | シーガルズ （3勝3敗） | 水島緑地福田公園体育館 観客数: 970人 主審: 石井洋壮 副審: 富田博一 |
| #524 | 2002年12月21日 16:00 |                           |                                       |                       | 水島緑地福田公園体育館 観客数: 970人 主審: 石井洋壮 副審: 富田博一 |

#### 12月22日
| #525 | 2002年12月22日 13:00 |                                 |                                               |                                       |                                                                                          |
| #525 | 2002年12月22日 13:00 | 久光製薬スプリングス （5勝2敗） | 3 - 2 (20-25) (25-20) (25-17) (14-25) (15-11) | パイオニアレッドウィングス （2勝5敗） | 北海道立総合体育センター（北海きたえーる） 観客数: 2,057人 主審: 印藤智一 副審: 丸山道博 |
| #525 | 2002年12月22日 13:00 |                                 |                                               |                                       | 北海道立総合体育センター（北海きたえーる） 観客数: 2,057人 主審: 印藤智一 副審: 丸山道博 |

| #526 | 2002年12月22日 15:30 |                           |                               |                           |                                                                                        |
| #526 | 2002年12月22日 15:30 | NECレッドロケッツ （7勝） | 3 - 0 (25-23) (26-24) (25-17) | 東レ・アローズ （4勝3敗） | 北海道立総合体育センター（北海きたえーる） 観客数: 2,057人 主審: 酒出修 副審: 濱中昌志 |
| #526 | 2002年12月22日 15:30 |                           |                               |                           | 北海道立総合体育センター（北海きたえーる） 観客数: 2,057人 主審: 酒出修 副審: 濱中昌志 |

| #527 | 2002年12月22日 13:00 |                           |                               |                                     |                                                          |
| #527 | 2002年12月22日 13:00 | 武富士バンブー （3勝4敗） | 3 - 0 (25-17) (25-23) (25-18) | デンソー・エアリービーズ （3勝4敗） | 岡山県体育館 観客数: 890人 主審: 石井洋壮 副審: 富田博一 |
| #527 | 2002年12月22日 13:00 |                           |                               |                                     | 岡山県体育館 観客数: 890人 主審: 石井洋壮 副審: 富田博一 |

| #528 | 2002年12月22日 15:00 |                       |                       |                            |                                                            |
| #528 | 2002年12月22日 15:00 | シーガルズ （4勝3敗） | 3 - 0 (25-17) (25-22) | 日立佐和リヴァーレ （7敗） | 岡山県体育館 観客数: 1,060人 主審: 田野敏彦 副審: 織本昌朗 |
| #528 | 2002年12月22日 15:00 |                       |                       |                            | 岡山県体育館 観客数: 1,060人 主審: 田野敏彦 副審: 織本昌朗 |

#### 1Legの結果
| 順位 | チーム名                   | 試合数 | 勝数 | 敗数 | 勝率  | 備考           |
| ---- | -------------------------- | ------ | ---- | ---- | ----- | -------------- |
| 1    | NECレッドロケッツ          | 7      | 7    | 0    | 1.000 |                |
| 2    | 久光製薬スプリングス       | 7      | 5    | 2    | 0.714 |                |
| 3    | 東レ・アローズ             | 7      | 4    | 3    | 0.571 | セット率 1.250 |
| 4    | シーガルズ                 | 7      | 4    | 3    | 0.571 | セット率 1.182 |
| 5    | 武富士バンブー             | 7      | 3    | 4    | 0.429 | セット率 0.929 |
| 6    | デンソー・エアリービーズ   | 7      | 3    | 4    | 0.429 | セット率 0.800 |
| 7    | パイオニアレッドウィングス | 7      | 2    | 5    | 0.286 |                |
| 8    | 日立佐和リヴァーレ         | 7      | 0    | 7    | 0.000 |                |

### 2Leg

#### 1月12日
| #529 | 2003年1月12日 13:00 |                              |                                       |                                       |                                                                          |
| #529 | 2003年1月12日 13:00 | NECレッドロケッツ （7勝1敗） | 2 - 3 (22-25) (25-15) (25-21) (12-15) | パイオニアレッドウィングス （3勝5敗） | 川越運動公園総合体育館 観客数: 3,358人 主審: 利根川忠史 副審: 小野沢一宏 |
| #529 | 2003年1月12日 13:00 |                              |                                       |                                       | 川越運動公園総合体育館 観客数: 3,358人 主審: 利根川忠史 副審: 小野沢一宏 |

| #530 | 2003年1月12日 15:30 |                           |                       |                            |                                                                      |
| #530 | 2003年1月12日 15:30 | 武富士バンブー （4勝4敗） | 3 - 0 (25-16) (25-20) | 日立佐和リヴァーレ （8敗） | 川越運動公園総合体育館 観客数: 3,258人 主審: 山田道人 副審: 田代英明 |
| #530 | 2003年1月12日 15:30 |                           |                       |                            | 川越運動公園総合体育館 観客数: 3,258人 主審: 山田道人 副審: 田代英明 |

| #531 | 2003年1月12日 13:00 |                           |                                               |                                     |                                                                                                |
| #531 | 2003年1月12日 13:00 | 東レ・アローズ （5勝3敗） | 3 - 2 (23-25) (25-21) (26-28) (25-17) (15-10) | デンソー・エアリービーズ （3勝5敗） | 神戸市総合運動公園体育館（グリーンアリーナ神戸） 観客数: 1,800人 主審: 田野昭彦 副審: 森岡伸次 |
| #531 | 2003年1月12日 13:00 |                           |                                               |                                     | 神戸市総合運動公園体育館（グリーンアリーナ神戸） 観客数: 1,800人 主審: 田野昭彦 副審: 森岡伸次 |

| #532 | 2003年1月12日 15:35 |                       |                                       |                                 |                                                                                                  |
| #532 | 2003年1月12日 15:35 | シーガルズ （4勝4敗） | 1 - 3 (25-22) (26-28) (17-25) (23-25) | 久光製薬スプリングス （6勝2敗） | 神戸市総合運動公園体育館（グリーンアリーナ神戸） 観客数: 2,000人 主審: 高橋憲太郎 副審: 芦田光巨 |
| #532 | 2003年1月12日 15:35 |                       |                                       |                                 | 神戸市総合運動公園体育館（グリーンアリーナ神戸） 観客数: 2,000人 主審: 高橋憲太郎 副審: 芦田光巨 |

#### 1月13日
| #533 | 2003年1月13日 13:00 |                                       |                               |                           |                                                                      |
| #533 | 2003年1月13日 13:00 | パイオニアレッドウィングス （3勝6敗） | 0 - 3 (20-25) (18-25) (25-27) | 武富士バンブー （5勝4敗） | ひたちなか市総合体育館 観客数: 1,500人 主審: 山田道人 副審: 大畠康弘 |
| #533 | 2003年1月13日 13:00 |                                       |                               |                           | ひたちなか市総合体育館 観客数: 1,500人 主審: 山田道人 副審: 大畠康弘 |

| #534 | 2003年1月13日 15:00 |                              |                                       |                            |                                                                        |
| #534 | 2003年1月13日 15:00 | NECレッドロケッツ （8勝1敗） | 3 - 1 (25-17) (18-25) (25-13) (25-21) | 日立佐和リヴァーレ （9敗） | ひたちなか市総合体育館 観客数: 1,800人 主審: 利根川忠史 副審: 田代英明 |
| #534 | 2003年1月13日 15:00 |                              |                                       |                            | ひたちなか市総合体育館 観客数: 1,800人 主審: 利根川忠史 副審: 田代英明 |

| #535 | 2003年1月13日 13:03 |                           |                                       |                       |                                                                                                |
| #535 | 2003年1月13日 13:03 | 東レ・アローズ （6勝3敗） | 3 - 1 (15-25) (25-23) (25-20) (25-19) | シーガルズ （4勝5敗） | 神戸市総合運動公園体育館（グリーンアリーナ神戸） 観客数: 1,400人 主審: 芦田光巨 副審: 田野昭彦 |
| #535 | 2003年1月13日 13:03 |                           |                                       |                       | 神戸市総合運動公園体育館（グリーンアリーナ神戸） 観客数: 1,400人 主審: 芦田光巨 副審: 田野昭彦 |

| #536 | 2003年1月13日 15:15 |                                     |                               |                                 |                                                                                                  |
| #536 | 2003年1月13日 15:15 | デンソー・エアリービーズ （3勝6敗） | 1 - 3 (25-22) (20-25) (25-27) | 久光製薬スプリングス （7勝2敗） | 神戸市総合運動公園体育館（グリーンアリーナ神戸） 観客数: 2,000人 主審: 高橋憲太郎 副審: 森岡伸次 |
| #536 | 2003年1月13日 15:15 |                                     |                               |                                 | 神戸市総合運動公園体育館（グリーンアリーナ神戸） 観客数: 2,000人 主審: 高橋憲太郎 副審: 森岡伸次 |

#### 1月18日
| #537 | 2003年1月18日 14:00 |                           |                               |                           |                                                          |
| #537 | 2003年1月18日 14:00 | 武富士バンブー （5勝5敗） | 0 - 3 (22-25) (16-25) (15-25) | 東レ・アローズ （7勝3敗） | 郡山総合体育館 観客数: 1,450人 主審: 勝又正 副審: 増子格 |
| #537 | 2003年1月18日 14:00 |                           |                               |                           | 郡山総合体育館 観客数: 1,450人 主審: 勝又正 副審: 増子格 |

| #538 | 2003年1月18日 16:00 |                              |                               |                                 |                                                              |
| #538 | 2003年1月18日 16:00 | NECレッドロケッツ （9勝1敗） | 3 - 0 (25-17) (25-19) (25-21) | 久光製薬スプリングス （7勝3敗） | 郡山総合体育館 観客数: 1,630人 主審: 村上成司 副審: 田中昭彦 |
| #538 | 2003年1月18日 16:00 |                              |                               |                                 | 郡山総合体育館 観客数: 1,630人 主審: 村上成司 副審: 田中昭彦 |

| #539 | 2003年1月18日 14:00 |                             |                               |                       |                                                              |
| #539 | 2003年1月18日 14:00 | 日立佐和リヴァーレ （10敗） | 0 - 3 (22-25) (11-25) (12-25) | シーガルズ （5勝5敗） | 西尾市総合体育館 観客数: 1,200人 主審: 廣田修二 副審: 舘健一 |
| #539 | 2003年1月18日 14:00 |                             |                               |                       | 西尾市総合体育館 観客数: 1,200人 主審: 廣田修二 副審: 舘健一 |

| #540 | 2003年1月18日 16:00 |                                       |                                               |                                     |                                                                |
| #540 | 2003年1月18日 16:00 | パイオニアレッドウィングス （3勝7敗） | 2 - 3 (20-25) (18-25) (25-15) (27-25) (17-19) | デンソー・エアリービーズ （4勝6敗） | 西尾市総合体育館 観客数: 2,200人 主審: 大塚達也 副審: 浅見靖人 |
| #540 | 2003年1月18日 16:00 |                                       |                                               |                                     | 西尾市総合体育館 観客数: 2,200人 主審: 大塚達也 副審: 浅見靖人 |

#### 1月19日
| #541 | 2003年1月19日 13:00 |                           |                                               |                                 |                                                              |
| #541 | 2003年1月19日 13:00 | 武富士バンブー （6勝5敗） | 3 - 2 (32-30) (21-25) (25-19) (17-25) (15-13) | 久光製薬スプリングス （7勝4敗） | 郡山総合体育館 観客数: 1,300人 主審: 村上成司 副審: 阪田一美 |
| #541 | 2003年1月19日 13:00 |                           |                                               |                                 | 郡山総合体育館 観客数: 1,300人 主審: 村上成司 副審: 阪田一美 |

| #542 | 2003年1月19日 15:40 |                               |                               |                         |                                                            |
| #542 | 2003年1月19日 15:40 | NECレッドロケッツ （10勝1敗） | 3 - 1 (25-20) (18-25) (25-19) | 東レ・アローズ （勝敗） | 郡山総合体育館 観客数: 1,350人 主審: 勝又正 副審: 田中昭彦 |
| #542 | 2003年1月19日 15:40 |                               |                               |                         | 郡山総合体育館 観客数: 1,350人 主審: 勝又正 副審: 田中昭彦 |

| #543 | 2003年1月19日 13:00 |                                       |                                               |                       |                                                                          |
| #543 | 2003年1月19日 13:00 | パイオニアレッドウィングス （4勝7敗） | 3 - 2 (25-22) (12-25) (25-23) (12-25) (15-10) | シーガルズ （5勝6敗） | 岡崎市中央総合公園総合体育館 観客数: 1,800人 主審: 廣田修二 副審: 大下孝 |
| #543 | 2003年1月19日 13:00 |                                       |                                               |                       | 岡崎市中央総合公園総合体育館 観客数: 1,800人 主審: 廣田修二 副審: 大下孝 |

| #544 | 2003年1月19日 15:28 |                             |                                               |                                     |                                                                            |
| #544 | 2003年1月19日 15:28 | 日立佐和リヴァーレ （11敗） | 2 - 3 (23-25) (26-24) (21-25) (25-22) (12-15) | デンソー・エアリービーズ （5勝6敗） | 岡崎市中央総合公園総合体育館 観客数: 2,400人 主審: 大塚達也 副審: 浅見靖人 |
| #544 | 2003年1月19日 15:28 |                             |                                               |                                     | 岡崎市中央総合公園総合体育館 観客数: 2,400人 主審: 大塚達也 副審: 浅見靖人 |

#### 1月25日
| #545 | 2003年1月25日 14:00 |                               |                                              |                                     |                                                                  |
| #545 | 2003年1月25日 14:00 | NECレッドロケッツ （11勝1敗） | 3 - 2 (25-16) (25-20) (23-25) (22-25) (15-4) | デンソー・エアリービーズ （5勝7敗） | 八尾市立総合体育館 観客数: 1,450人 主審: 中馬義郎 副審: 川合伸子 |
| #545 | 2003年1月25日 14:00 |                               |                                              |                                     | 八尾市立総合体育館 観客数: 1,450人 主審: 中馬義郎 副審: 川合伸子 |

| #546 | 2003年1月25日 16:25 |                       |                               |                           |                                                                  |
| #546 | 2003年1月25日 16:25 | シーガルズ （5勝7敗） | 0 - 3 (16-25) (24-26) (23-25) | 武富士バンブー （7勝5敗） | 八尾市立総合体育館 観客数: 1,650人 主審: 田野敏彦 副審: 寺口克彦 |
| #546 | 2003年1月25日 16:25 |                       |                               |                           | 八尾市立総合体育館 観客数: 1,650人 主審: 田野敏彦 副審: 寺口克彦 |

| #547 | 2003年1月25日 14:05 |                           |                                       |                                 |                                                                      |
| #547 | 2003年1月25日 14:05 | 東レ・アローズ （7勝5敗） | 1 - 3 (20-25) (15-25) (25-22) (21-25) | 久光製薬スプリングス （8勝4敗） | 山形市総合スポーツセンター 観客数: 800人 主審: 斎藤篤 副審: 石井正宏 |
| #547 | 2003年1月25日 14:05 |                           |                                       |                                 | 山形市総合スポーツセンター 観客数: 800人 主審: 斎藤篤 副審: 石井正宏 |

| #548 | 2003年1月25日 16:10 |                                       |                               |                             |                                                                        |
| #548 | 2003年1月25日 16:10 | パイオニアレッドウィングス （5勝7敗） | 3 - 0 (26-24) (27-25) (25-20) | 日立佐和リヴァーレ （12敗） | 山形市総合スポーツセンター 観客数: 2,640人 主審: 冨田満 副審: 村上成司 |
| #548 | 2003年1月25日 16:10 |                                       |                               |                             | 山形市総合スポーツセンター 観客数: 2,640人 主審: 冨田満 副審: 村上成司 |

#### 1月26日
| #549 | 2003年1月26日 13:00 |                           |               |                                     |                                                                |
| #549 | 2003年1月26日 13:00 | 武富士バンブー （8勝5敗） | 3 - 0 (25-18) | デンソー・エアリービーズ （5勝8敗） | 八尾市立総合体育館 観客数: 1,420人 主審: 田野敏彦 副審: 江下毅 |
| #549 | 2003年1月26日 13:00 |                           |               |                                     | 八尾市立総合体育館 観客数: 1,420人 主審: 田野敏彦 副審: 江下毅 |

| #550 | 2003年1月26日 15:00 |                               |                               |                       |                                                                    |
| #550 | 2003年1月26日 15:00 | NECレッドロケッツ （12勝1敗） | 3 - 0 (25-19) (25-20) (25-19) | シーガルズ （5勝8敗） | 八尾市立総合体育館 観客数: 1,650人 主審: 中馬義郎 副審: 松永かおり |
| #550 | 2003年1月26日 15:00 |                               |                               |                       | 八尾市立総合体育館 観客数: 1,650人 主審: 中馬義郎 副審: 松永かおり |

| #551 | 2003年1月26日 13:05 |                                       |                                       |                           |                                                                        |
| #551 | 2003年1月26日 13:05 | パイオニアレッドウィングス （5勝8敗） | 1 - 3 (19-25) (25-16) (11-25) (16-25) | 東レ・アローズ （8勝5敗） | 山形市総合スポーツセンター 観客数: 3,700人 主審: 村上成司 副審: 冨田満 |
| #551 | 2003年1月26日 13:05 |                                       |                                       |                           | 山形市総合スポーツセンター 観客数: 3,700人 主審: 村上成司 副審: 冨田満 |

| #552 | 2003年1月26日 15:15 |                             |                               |                                 |                                                                        |
| #552 | 2003年1月26日 15:15 | 日立佐和リヴァーレ （13敗） | 0 - 3 (17-25) (20-25) (21-25) | 久光製薬スプリングス （9勝4敗） | 山形市総合スポーツセンター 観客数: 2,410人 主審: 斎藤篤 副審: 石井正宏 |
| #552 | 2003年1月26日 15:15 |                             |                               |                                 | 山形市総合スポーツセンター 観客数: 2,410人 主審: 斎藤篤 副審: 石井正宏 |

#### 2月1日
| #553 | 2003年2月1日 15:00 |                       |                               |                                |                                                              |
| #553 | 2003年2月1日 15:00 | シーガルズ （5勝9敗） | 0 - 3 (22-25) (21-25) (23-25) | 日立佐和リヴァーレ （1勝13敗） | 福井県営体育館 観客数: 1,500人 主審: 大塚達也 副審: 木村憲司 |
| #553 | 2003年2月1日 15:00 |                       |                               |                                | 福井県営体育館 観客数: 1,500人 主審: 大塚達也 副審: 木村憲司 |

| #554 | 2003年2月1日 17:00 |                                       |                                       |                               |                                                              |
| #554 | 2003年2月1日 17:00 | パイオニアレッドウィングス （6勝9敗） | 3 - 1 (25-16) (17-25) (25-19) (25-23) | NECレッドロケッツ （12勝2敗） | 福井県営体育館 観客数: 1,700人 主審: 三見洋子 副審: 鏡味照明 |
| #554 | 2003年2月1日 17:00 |                                       |                                       |                               | 福井県営体育館 観客数: 1,700人 主審: 三見洋子 副審: 鏡味照明 |

| #555 | 2003年2月1日 15:00 |                           |                               |                                  |                                                            |
| #555 | 2003年2月1日 15:00 | 武富士バンブー （8勝6敗） | 0 - 3 (20-25) (19-25) (31-33) | 久光製薬スプリングス （10勝4敗） | アクシオン福岡 観客数: 2,000人 主審: 中馬義郎 副審: 亀井聡 |
| #555 | 2003年2月1日 15:00 |                           |                               |                                  | アクシオン福岡 観客数: 2,000人 主審: 中馬義郎 副審: 亀井聡 |

| #556 | 2003年2月1日 17:00 |                           |                               |                                     |                                                            |
| #556 | 2003年2月1日 17:00 | 東レ・アローズ （9勝5敗） | 3 - 0 (25-19) (25-23) (25-18) | デンソー・エアリービーズ （5勝9敗） | アクシオン福岡 観客数: 2,000人 主審: 代居正巳 副審: 塚本健 |
| #556 | 2003年2月1日 17:00 |                           |                               |                                     | アクシオン福岡 観客数: 2,000人 主審: 代居正巳 副審: 塚本健 |

#### 2Legの結果
| 順位 | チーム名                   | 試合数 | 勝数 | 敗数 | 勝率  | 備考           |
| ---- | -------------------------- | ------ | ---- | ---- | ----- | -------------- |
| 1    | NECレッドロケッツ          | 7      | 6    | 1    | 0.857 |                |
| 2    | 武富士バンブー             | 7      | 5    | 2    | 0.714 | セット率 2.000 |
| 3    | 東レ・アローズ             | 7      | 5    | 2    | 0.714 | セット率 1.700 |
| 4    | 久光製薬スプリングス       | 7      | 4    | 3    | 0.571 | セット率 1.167 |
| 5    | パイオニアレッドウィングス | 7      | 4    | 3    | 0.571 | セット率 1.154 |
| 6    | デンソー・エアリービーズ   | 7      | 3    | 4    | 0.429 |                |
| 7    | シーガルズ                 | 7      | 1    | 6    | 0.143 |                |
| 8    | 日立佐和リヴァーレ         | 7      | 0    | 7    | 0.000 |                |

（注）スケジュールの関係で、3Legの試合が先に消化されているため、上記2Leg終了時の勝敗数とは一致していない。

### 3Leg

#### 2月2日
| #557 | 2003年2月2日 13:00 |                                |                                       |                               |                                                              |
| #557 | 2003年2月2日 13:00 | 日立佐和リヴァーレ （1勝14敗） | 1 - 3 (21-25) (25-21) (24-26) (16-25) | NECレッドロケッツ （13勝2敗） | 福井県営体育館 観客数: 1,500人 主審: 三見洋子 副審: 木村憲司 |
| #557 | 2003年2月2日 13:00 |                                |                                       |                               | 福井県営体育館 観客数: 1,500人 主審: 三見洋子 副審: 木村憲司 |

| #558 | 2003年2月2日 15:00 |                                       |                                       |                       |                                                              |
| #558 | 2003年2月2日 15:00 | パイオニアレッドウィングス （6勝9敗） | 1 - 3 (25-21) (21-25) (24-26) (21-25) | シーガルズ （6勝9敗） | 福井県営体育館 観客数: 1,700人 主審: 大塚達也 副審: 鏡味照明 |
| #558 | 2003年2月2日 15:00 |                                       |                                       |                       | 福井県営体育館 観客数: 1,700人 主審: 大塚達也 副審: 鏡味照明 |

| #559 | 2003年2月2日 13:00 |                           |                                              |                           |                                                                |
| #559 | 2003年2月2日 13:00 | 東レ・アローズ （9勝6敗） | 2 - 3 (24-26) (18-25) (25-20) (25-23) (7-15) | 武富士バンブー （9勝6敗） | 田川市総合体育館 観客数: 2,400人 主審: 中馬義郎 副審: 代居正巳 |
| #559 | 2003年2月2日 13:00 |                           |                                              |                           | 田川市総合体育館 観客数: 2,400人 主審: 中馬義郎 副審: 代居正巳 |

| #560 | 2003年2月2日 15:30 |                                  |                                       |                                      |                                                            |
| #560 | 2003年2月2日 15:30 | 久光製薬スプリングス （11勝4敗） | 3 - 1 (28-26) (26-24) (20-25) (25-20) | デンソー・エアリービーズ （5勝10敗） | 田川市総合体育館 観客数: 2,650人 主審: 塚本健 副審: 亀井聡 |
| #560 | 2003年2月2日 15:30 |                                  |                                       |                                      | 田川市総合体育館 観客数: 2,650人 主審: 塚本健 副審: 亀井聡 |

#### 2月7日
| #561 | 2003年2月7日 16:00 |                                  |                               |                                       |                                                            |
| #561 | 2003年2月7日 16:00 | 久光製薬スプリングス （11勝5敗） | 0 - 3 (23-25) (19-25) (22-25) | パイオニアレッドウィングス （7勝9敗） | 大阪市中央体育館 観客数: 900人 主審: 田野敏彦 副審: 江下毅 |
| #561 | 2003年2月7日 16:00 |                                  |                               |                                       | 大阪市中央体育館 観客数: 900人 主審: 田野敏彦 副審: 江下毅 |

| #562 | 2003年2月7日 18:00 |                            |                               |                                |                                                            |
| #562 | 2003年2月7日 18:00 | 東レ・アローズ （10勝6敗） | 3 - 0 (25-19) (25-21) (25-19) | 日立佐和リヴァーレ （1勝15敗） | 大阪市中央体育館 観客数: 900人 主審: 田野昭彦 副審: 越村弘 |
| #562 | 2003年2月7日 18:00 |                            |                               |                                | 大阪市中央体育館 観客数: 900人 主審: 田野昭彦 副審: 越村弘 |

#### 2月8日
| #563 | 2003年2月8日 18:30 |                                |                                       |                                        |                                                              |
| #563 | 2003年2月8日 18:30 | 日立佐和リヴァーレ （2勝15敗） | 3 - 1 (25-22) (18-25) (25-18) (27-25) | パイオニアレッドウィングス （7勝10敗） | 大阪市中央体育館 観客数: 1,200人 主審: 伊藤博之 副審: 江下毅 |
| #563 | 2003年2月8日 18:30 |                                |                                       |                                        | 大阪市中央体育館 観客数: 1,200人 主審: 伊藤博之 副審: 江下毅 |

| #564 | 2003年2月8日 14:00 |                               |                                       |                           |                                                                      |
| #564 | 2003年2月8日 14:00 | NECレッドロケッツ （14勝2敗） | 3 - 1 (18-25) (25-22) (26-24) (25-21) | 武富士バンブー （9勝7敗） | 四日市中央緑地体育館 観客数: 1,600人 主審: 高橋憲太郎 副審: 加藤孝治 |
| #564 | 2003年2月8日 14:00 |                               |                                       |                           | 四日市中央緑地体育館 観客数: 1,600人 主審: 高橋憲太郎 副審: 加藤孝治 |

| #565 | 2003年2月8日 16:20 |                                      |                               |                        |                                                                  |
| #565 | 2003年2月8日 16:20 | デンソー・エアリービーズ （6勝10敗） | 3 - 0 (31-29) (25-18) (25-20) | シーガルズ （6勝10敗） | 四日市中央緑地体育館 観客数: 1,600人 主審: 石井洋壮 副審: 秦伸吾 |
| #565 | 2003年2月8日 16:20 |                                      |                               |                        | 四日市中央緑地体育館 観客数: 1,600人 主審: 石井洋壮 副審: 秦伸吾 |

#### 2月9日
| #566 | 2003年2月9日 17:00 |                            |                               |                                  |                                                              |
| #566 | 2003年2月9日 17:00 | 東レ・アローズ （11勝6敗） | 3 - 0 (27-25) (25-20) (25-16) | 久光製薬スプリングス （11勝6敗） | 大阪市中央体育館 観客数: 1,900人 主審: 伊藤博之 副審: 江下毅 |
| #566 | 2003年2月9日 17:00 |                            |                               |                                  | 大阪市中央体育館 観客数: 1,900人 主審: 伊藤博之 副審: 江下毅 |

| #567 | 2003年2月9日 13:00 |                               |                                               |                        |                                                                      |
| #567 | 2003年2月9日 13:00 | NECレッドロケッツ （15勝2敗） | 3 - 2 (23-25) (25-16) (30-28) (18-25) (15-10) | シーガルズ （6勝11敗） | 東美濃ふれあいセンター 観客数: 2,692人 主審: 石井洋壮 副審: 高橋弘二 |
| #567 | 2003年2月9日 13:00 |                               |                                               |                        | 東美濃ふれあいセンター 観客数: 2,692人 主審: 石井洋壮 副審: 高橋弘二 |

| #568 | 2003年2月9日 15:42 |                            |                               |                                      |                                                                        |
| #568 | 2003年2月9日 15:42 | 武富士バンブー （10勝7敗） | 3 - 0 (25-17) (25-13) (25-16) | デンソー・エアリービーズ （6勝11敗） | 東美濃ふれあいセンター 観客数: 2,800人 主審: 高橋憲太郎 副審: 小林健夫 |
| #568 | 2003年2月9日 15:42 |                            |                               |                                      | 東美濃ふれあいセンター 観客数: 2,800人 主審: 高橋憲太郎 副審: 小林健夫 |

#### 2月15日
| #569 | 2003年2月15日 14:07 |                               |                               |                                  |                                                                                  |
| #569 | 2003年2月15日 14:07 | NECレッドロケッツ （15勝3敗） | 0 - 3 (21-25) (13-25) (20-25) | 久光製薬スプリングス （12勝6敗） | 駒沢オリンピック公園総合運動場体育館 観客数: 3,500人 主審: 小柴滋 副審: 大塚達也 |
| #569 | 2003年2月15日 14:07 |                               |                               |                                  | 駒沢オリンピック公園総合運動場体育館 観客数: 3,500人 主審: 小柴滋 副審: 大塚達也 |

| #570 | 2003年2月15日 16:00 |                            |                               |                                        |                                                                                    |
| #570 | 2003年2月15日 16:00 | 武富士バンブー （10勝8敗） | 1 - 3 (23-25) (25-19) (18-25) | パイオニアレッドウィングス （8勝10敗） | 駒沢オリンピック公園総合運動場体育館 観客数: 3,726人 主審: 小林朝実 副審: 荒川元邦 |
| #570 | 2003年2月15日 16:00 |                            |                               |                                        | 駒沢オリンピック公園総合運動場体育館 観客数: 3,726人 主審: 小林朝実 副審: 荒川元邦 |

| #571 | 2003年2月15日 13:00 |                            |                                       |                        |                                                                |
| #571 | 2003年2月15日 13:00 | 東レ・アローズ （11勝7敗） | 1 - 3 (18-25) (25-23) (20-25) (21-25) | シーガルズ （7勝11敗） | 高松市総合体育館 観客数: 1,800人 主審: 伊藤博之 副審: 山本和良 |
| #571 | 2003年2月15日 13:00 |                            |                                       |                        | 高松市総合体育館 観客数: 1,800人 主審: 伊藤博之 副審: 山本和良 |

| #572 | 2003年2月15日 15:15 |                                      |                                               |                                |                                                                |
| #572 | 2003年2月15日 15:15 | デンソー・エアリービーズ （6勝12敗） | 2 - 3 (27-29) (27-25) (25-18) (17-25) (10-15) | 日立佐和リヴァーレ （3勝15敗） | 高松市総合体育館 観客数: 1,800人 主審: 山田道人 副審: 萱原恭弘 |
| #572 | 2003年2月15日 15:15 |                                      |                                               |                                | 高松市総合体育館 観客数: 1,800人 主審: 山田道人 副審: 萱原恭弘 |

#### 2月16日
| #573 | 2003年2月16日 13:00 |                                  |                                       |                                        |                                                                                  |
| #573 | 2003年2月16日 13:00 | 久光製薬スプリングス （12勝7敗） | 1 - 3 (20-25) (22-25) (25-22) (19-25) | パイオニアレッドウィングス （9勝10敗） | 駒沢オリンピック公園総合運動場体育館 観客数: 3,500人 主審: 小柴滋 副審: 堀越由高 |
| #573 | 2003年2月16日 13:00 |                                  |                                       |                                        | 駒沢オリンピック公園総合運動場体育館 観客数: 3,500人 主審: 小柴滋 副審: 堀越由高 |

| #574 | 2003年2月16日 15:15 |                               |                                               |                            |                                                                                    |
| #574 | 2003年2月16日 15:15 | NECレッドロケッツ （15勝4敗） | 2 - 3 (22-25) (17-25) (25-19) (25-17) (17-19) | 武富士バンブー （11勝8敗） | 駒沢オリンピック公園総合運動場体育館 観客数: 3,592人 主審: 大塚達也 副審: 小林朝実 |
| #574 | 2003年2月16日 15:15 |                               |                                               |                            | 駒沢オリンピック公園総合運動場体育館 観客数: 3,592人 主審: 大塚達也 副審: 小林朝実 |

| #575 | 2003年2月16日 13:00 |                            |                               |                                |                                                                |
| #575 | 2003年2月16日 13:00 | 東レ・アローズ （12勝7敗） | 3 - 0 (25-21) (25-18) (25-16) | 日立佐和リヴァーレ （3勝16敗） | 善通寺市民体育館 観客数: 2,000人 主審: 山田道人 副審: 萱原恭弘 |
| #575 | 2003年2月16日 13:00 |                            |                               |                                | 善通寺市民体育館 観客数: 2,000人 主審: 山田道人 副審: 萱原恭弘 |

| #576 | 2003年2月16日 15:00 |                                      |                               |                        |                                                                |
| #576 | 2003年2月16日 15:00 | デンソー・エアリービーズ （7勝12敗） | 3 - 1 (25-21) (22-25) (25-18) | シーガルズ （7勝12敗） | 善通寺市民体育館 観客数: 2,000人 主審: 伊藤博之 副審: 山本和良 |
| #576 | 2003年2月16日 15:00 |                                      |                               |                        | 善通寺市民体育館 観客数: 2,000人 主審: 伊藤博之 副審: 山本和良 |

#### 2月22日
| #577 | 2003年2月22日 14:00 |                               |                               |                            | |
| #577 | 2003年2月22日 14:00 | NECレッドロケッツ （16勝4敗） | 3 - 0 (25-21) (25-19) (25-20) | 東レ・アローズ （12勝8敗） | 大阪府立門真スポーツセンター（なみはやドーム・サブアリーナ） 観客数: 2,100人 主審: 伊藤博之 副審: 高橋憲太郎 |
| #577 | 2003年2月22日 14:00 |                               |                               |                            | 大阪府立門真スポーツセンター（なみはやドーム・サブアリーナ） 観客数: 2,100人 主審: 伊藤博之 副審: 高橋憲太郎 |

| #578 | 2003年2月22日 16:00 |                                      |                               |                                         | |
| #578 | 2003年2月22日 16:00 | デンソー・エアリービーズ （7勝13敗） | 0 - 3 (12-25) (16-25) (19-25) | パイオニアレッドウィングス （10勝10敗） | 大阪府立門真スポーツセンター（なみはやドーム・サブアリーナ） 観客数: 1,800人 主審: 田野敏彦 副審: 大塚春夫 |
| #578 | 2003年2月22日 16:00 |                                      |                               |                                         | 大阪府立門真スポーツセンター（なみはやドーム・サブアリーナ） 観客数: 1,800人 主審: 田野敏彦 副審: 大塚春夫 |

| #579 | 2003年2月22日 14:00 |                            |                               |                                |                                                                  |
| #579 | 2003年2月22日 14:00 | 武富士バンブー （12勝8敗） | 3 - 0 (25-13) (25-19) (25-20) | 日立佐和リヴァーレ （3勝17敗） | 佐賀県立総合体育館 観客数: 2,286人 主審: 代居正巳 副審: 溝口正勝 |
| #579 | 2003年2月22日 14:00 |                            |                               |                                | 佐賀県立総合体育館 観客数: 2,286人 主審: 代居正巳 副審: 溝口正勝 |

| #580 | 2003年2月22日 16:00 |                                  |                       |                        |                                                                  |
| #580 | 2003年2月22日 16:00 | 久光製薬スプリングス （13勝7敗） | 3 - 0 (25-15) (25-23) | シーガルズ （7勝13敗） | 佐賀県立総合体育館 観客数: 2,300人 主審: 田野昭彦 副審: 中馬義郎 |
| #580 | 2003年2月22日 16:00 |                                  |                       |                        | 佐賀県立総合体育館 観客数: 2,300人 主審: 田野昭彦 副審: 中馬義郎 |

#### 2月23日
| #581 | 2003年2月23日 13:00 |                               |                               |                                      | |
| #581 | 2003年2月23日 13:00 | NECレッドロケッツ （17勝4敗） | 3 - 0 (25-18) (25-21) (25-22) | デンソー・エアリービーズ （7勝14敗） | 大阪府立門真スポーツセンター（なみはやドーム・サブアリーナ） 観客数: 1,800人 主審: 高橋憲太郎 副審: 大塚春夫 |
| #581 | 2003年2月23日 13:00 |                               |                               |                                      | 大阪府立門真スポーツセンター（なみはやドーム・サブアリーナ） 観客数: 1,800人 主審: 高橋憲太郎 副審: 大塚春夫 |

| #582 | 2003年2月23日 15:00 |                            |                               |                                         | |
| #582 | 2003年2月23日 15:00 | 東レ・アローズ （12勝9敗） | 1 - 3 (25-18) (21-25) (19-25) | パイオニアレッドウィングス （11勝10敗） | 大阪府立門真スポーツセンター（なみはやドーム・サブアリーナ） 観客数: 2,000人 主審: 伊藤博之 副審: 田野敏彦 |
| #582 | 2003年2月23日 15:00 |                            |                               |                                         | 大阪府立門真スポーツセンター（なみはやドーム・サブアリーナ） 観客数: 2,000人 主審: 伊藤博之 副審: 田野敏彦 |

| #583 | 2003年2月23日 13:00 |                        |                               |                            |                                                                |
| #583 | 2003年2月23日 13:00 | シーガルズ （8勝13敗） | 3 - 0 (25-20) (25-23) (26-24) | 武富士バンブー （12勝9敗） | 唐津市文化体育館 観客数: 1,500人 主審: 代居正巳 副審: 田野昭彦 |
| #583 | 2003年2月23日 13:00 |                        |                               |                            | 唐津市文化体育館 観客数: 1,500人 主審: 代居正巳 副審: 田野昭彦 |

| #584 | 2003年2月23日 15:00 |                                |                              |                                  |                                                                |
| #584 | 2003年2月23日 15:00 | 日立佐和リヴァーレ （3勝18敗） | 0 - 3 (21-25) (9-25) (21-25) | 久光製薬スプリングス （14勝7敗） | 唐津市文化体育館 観客数: 1,800人 主審: 中馬義郎 副審: 溝口正勝 |
| #584 | 2003年2月23日 15:00 |                                |                              |                                  | 唐津市文化体育館 観客数: 1,800人 主審: 中馬義郎 副審: 溝口正勝 |

#### 3Legの結果
| 順位 | チーム名                   | 試合数 | 勝数 | 敗数 | 勝率  | 備考           |
| ---- | -------------------------- | ------ | ---- | ---- | ----- | -------------- |
| 1    | 久光製薬スプリングス       | 7      | 5    | 2    | 0.714 | セット率 2.286 |
| 2    | パイオニアレッドウィングス | 7      | 5    | 2    | 0.714 | セット率 1.700 |
| 3    | NECレッドロケッツ          | 7      | 4    | 3    | 0.571 | セット率 1.250 |
| 4    | 武富士バンブー             | 7      | 4    | 3    | 0.571 | セット率 1.000 |
| 5    | 東レ・アローズ             | 7      | 3    | 4    | 0.429 | セット率 1.083 |
| 6    | シーガルズ                 | 7      | 3    | 4    | 0.429 | セット率 0.857 |
| 7    | 日立佐和リヴァーレ         | 7      | 3    | 4    | 0.429 | セット率 0.667 |
| 8    | デンソー・エアリービーズ   | 7      | 1    | 6    | 0.000 |                |

### レギュラーラウンドの結果
| 順位 | チーム名                   | 試合数 | 勝数 | 敗数 | 勝率  | 備考           |
| ---- | -------------------------- | ------ | ---- | ---- | ----- | -------------- |
| 1    | NECレッドロケッツ          | 21     | 17   | 4    | 0.810 |                |
| 2    | 久光製薬スプリングス       | 21     | 14   | 7    | 0.667 |                |
| 3    | 東レ・アローズ             | 21     | 12   | 9    | 0.571 | セット率 1.324 |
| 4    | 武富士バンブー             | 21     | 12   | 9    | 0.571 | セット率 1.200 |
| 5    | パイオニアレッドウィングス | 21     | 11   | 10   | 0.524 |                |
| 6    | シーガルズ                 | 21     | 8    | 13   | 0.381 |                |
| 7    | デンソー・エアリービーズ   | 21     | 7    | 14   | 0.333 |                |
| 8    | 日立佐和リヴァーレ         | 21     | 3    | 18   | 0.143 |                |

### ファイナルラウンド

#### 3月7日
| #585 | 2003年3月7日 15:30 |                                             |                                               |                                          |                                                                        |
| #585 | 2003年3月7日 15:30 | NECレッドロケッツ （レギュラーラウンド1位） | 2 - 3 (25-27) (25-20) (21-25) (25-23) (13-15) | 武富士バンブー （レギュラーラウンド4位） | 国立代々木競技場第一体育館 観客数: 1,250人 主審: 伊藤博之 副審: 李在和 |
| #585 | 2003年3月7日 15:30 |                                             |                                               |                                          | 国立代々木競技場第一体育館 観客数: 1,250人 主審: 伊藤博之 副審: 李在和 |

| #586 | 2003年3月7日 18:10 |                                          |                               |                                                |                                                                          |
| #586 | 2003年3月7日 18:10 | 東レ・アローズ （レギュラーラウンド3位） | 3 - 0 (25-21) (25-19) (25-20) | 久光製薬スプリングス （レギュラーラウンド2位） | 国立代々木競技場第一体育館 観客数: 1,650人 主審: 佐々木克之 副審: 冨田満 |
| #586 | 2003年3月7日 18:10 |                                          |                               |                                                | 国立代々木競技場第一体育館 観客数: 1,650人 主審: 佐々木克之 副審: 冨田満 |

#### 3月8日
| #587 | 2003年3月8日 13:30 |                                          |                               |                                             |                                                                        |
| #587 | 2003年3月8日 13:30 | 東レ・アローズ （レギュラーラウンド3位） | 0 - 3 (17-25) (22-25) (16-25) | NECレッドロケッツ （レギュラーラウンド1位） | 国立代々木競技場第一体育館 観客数: 3,500人 主審: 李在和 副審: 伊藤博之 |
| #587 | 2003年3月8日 13:30 |                                          |                               |                                             | 国立代々木競技場第一体育館 観客数: 3,500人 主審: 李在和 副審: 伊藤博之 |

| #588 | 2003年3月8日 15:30 |                                                |                               |                                          |                                                                        |
| #588 | 2003年3月8日 15:30 | 久光製薬スプリングス （レギュラーラウンド2位） | 0 - 3 (23-25) (14-25) (18-25) | 武富士バンブー （レギュラーラウンド4位） | 国立代々木競技場第一体育館 観客数: 4,073人 主審: 小柴滋 副審: 山田道人 |
| #588 | 2003年3月8日 15:30 |                                                |                               |                                          | 国立代々木競技場第一体育館 観客数: 4,073人 主審: 小柴滋 副審: 山田道人 |

#### 3月9日
3位決定戦
| #589 | 2003年3月9日 10:45 |                                          |                                       |                                                |                                                                      |
| #589 | 2003年3月9日 10:45 | 東レ・アローズ （レギュラーラウンド3位） | 3 - 1 (25-19) (25-17) (14-25) (25-14) | 久光製薬スプリングス （レギュラーラウンド2位） | 国立代々木競技場第一体育館 観客数: 3,500人 主審: 李在和 副審: 冨田満 |
| #589 | 2003年3月9日 10:45 |                                          |                                       |                                                | 国立代々木競技場第一体育館 観客数: 3,500人 主審: 李在和 副審: 冨田満 |

決勝
| #590 | 2003年3月9日 13:00 |                                          |                       |                                             |                                                                            |
| #590 | 2003年3月9日 13:00 | 武富士バンブー （レギュラーラウンド4位） | 0 - 3 (25-27) (19-25) | NECレッドロケッツ （レギュラーラウンド1位） | 国立代々木競技場第一体育館 観客数: 5,196人 主審: 伊藤博之 副審: 佐々木克之 |
| #590 | 2003年3月9日 13:00 |                                          |                       |                                             | 国立代々木競技場第一体育館 観客数: 5,196人 主審: 伊藤博之 副審: 佐々木克之 |

### 最終順位
| 順位   | チーム名                   | 備考                |
| ------ | -------------------------- | ------------------- |
| 優勝   | NECレッドロケッツ          |                     |
| 準優勝 | 武富士バンブー             |                     |
| 3      | 東レ・アローズ             |                     |
| 4      | 久光製薬スプリングス       |                     |
| 5      | パイオニアレッドウィングス |                     |
| 6      | シーガルズ                 |                     |
| 7      | デンソー・エアリービーズ   | Vリーグ出場決定戦へ |
| 8      | 日立佐和リヴァーレ         | Vリーグ出場決定戦へ |

### 個人賞
| No. | 賞名             | 受賞者                     | 所属チーム                 | 備考                |
| --- | ---------------- | -------------------------- | -------------------------- | ------------------- |
| 1   | 優勝監督賞       | 葛和伸元                   | NECレッドロケッツ          |                     |
| 2   | 最高殊勲選手賞   | 高橋みゆき                 | NECレッドロケッツ          |                     |
| 3   | 敢闘賞           | エフゲーニャ・アルタモノワ | 武富士バンブー             |                     |
| 4   | 最優秀新人賞     | 井村仁美                   | 武富士バンブー             |                     |
| 5   | ベスト6          | 高橋みゆき                 | NECレッドロケッツ          |                     |
| 5   | ベスト6          | エフゲーニャ・アルタモノワ | 武富士バンブー             |                     |
| 5   | ベスト6          | フランシーヌ・フールマン   | 久光製薬スプリングス       |                     |
| 5   | ベスト6          | 熊前知加子                 | 東レ・アローズ             |                     |
| 5   | ベスト6          | 杉山祥子                   | NECレッドロケッツ          |                     |
| 5   | ベスト6          | 大貫美奈子                 | NECレッドロケッツ          |                     |
| 6   | ベストリベロ賞   | 佐野優子                   | 東レ・アローズ             |                     |
| 7   | レシーブ賞       | 高橋みゆき                 | NECレッドロケッツ          |                     |
| 8   | 得点王           | エフゲーニャ・アルタモノワ | 武富士バンブー             | 総得点=611点        |
| 9   | スパイク賞       | フランシーヌ・フールマン   | 久光製薬スプリングス       | 決定率=51.5%        |
| 10  | ブロック賞       | ダニエル・スコット         | パイオニアレッドウィングス | 決定本数=1.00本/set |
| 11  | サーブ賞         | 高橋みゆき                 | NECレッドロケッツ          | 効果率=16.1%        |
| 12  | サーブレシーブ賞 | 佐野優子                   | 東レ・アローズ             | 成功率=82.1%        |

### Vリーグ出場決定戦
次期Vリーグより出場チーム数が10に増えるため降格はないが、出場順位を決定するため、順位決定戦を行った。

#### 3月15日
| #591 | 2003年3月15日 |                                   |                                       |                                |                          |
| #591 | 2003年3月15日 | 日立佐和リヴァーレ （Vリーグ8位） | 1 - 3 (23-25) (15-25) (25-21) (20-25) | JTマーヴェラス （V1リーグ1位） | 新日本製鐵堺製鉄所体育館 |
| #591 | 2003年3月15日 |                                   |                                       |                                | 新日本製鐵堺製鉄所体育館 |

| #592 | 2003年3月15日 |                                         |                               |                              |                          |
| #592 | 2003年3月15日 | デンソー・エアリービーズ （Vリーグ7位） | 0 - 3 (20-25) (18-25) (23-25) | 茂原アルカス （V1リーグ2位） | 新日本製鐵堺製鉄所体育館 |
| #592 | 2003年3月15日 |                                         |                               |                              | 新日本製鐵堺製鉄所体育館 |

#### 3月16日
| #593 | 2003年3月16日 |                                   |                                       |                                         |                          |
| #593 | 2003年3月16日 | 日立佐和リヴァーレ （Vリーグ8位） | 3 - 2 (17-25) (26-24) (21-25) (15-13) | デンソー・エアリービーズ （Vリーグ7位） | 新日本製鐵堺製鉄所体育館 |
| #593 | 2003年3月16日 |                                   |                                       |                                         | 新日本製鐵堺製鉄所体育館 |

| #594 | 2003年3月16日 |                                |                                              |                              |                          |
| #594 | 2003年3月16日 | JTマーヴェラス （V1リーグ1位） | 3 - 2 (21-25) (25-17) (25-15) (23-25) (15-7) | 茂原アルカス （V1リーグ2位） | 新日本製鐵堺製鉄所体育館 |
| #594 | 2003年3月16日 |                                |                                              |                              | 新日本製鐵堺製鉄所体育館 |

この結果、出場順位は7位:JT、8位:茂原アルカス、9位:日立佐和、10位:デンソーと決定した。